# Сате
Сате́, реже сатэ́ (индон. и яв. sate), также сатэ́й (малайск. и англ. satay), местный вариант сатти́ (сулу satti) — блюдо индонезийской, малайзийской и ряда других кухонь стран Юго-Восточной Азии. Представляет собой миниатюрный вариант шашлыка, который может готовиться практически из любых видов мяса, птицы, субпродуктов, даров моря и многих других продуктов, в том числе растительного происхождения — например, тофу, темпе, различных овощей и даже фруктов.
Шампуры для сате обычно изготовляются из бамбука, реже — из высушенных жилок пальмовых листьев. Кроме того, существуют отдельные виды сате, которые нанизываются на стебли определённых растений или металлические шпажки. Абсолютное большинство видов этого кушанья готовится в мангале на углях, однако в некоторых районах Малайзии нанизанные на шампур продукты варят в кипятке или разогретом соусе.
Блюдо возникло под влиянием кулинарных традиций народов Южной Азии и Ближнего Востока и фактически представляет собой местную адаптацию кебаба. Родоначальницей сате считается яванская кухня, в которой и сейчас это кушанье играет исключительно важную роль. В настоящее время оно пользуется большой популярностью в Индонезии и Малайзии, где является одним из наиболее распространённых блюд ресторанной и уличной кухни, имеющим множество вариаций в плане используемых продуктов, нюансов приготовления и подачи. Достаточно широко сате известно в Сингапуре, Брунее, Таиланде, на Филиппинах и, в меньшей степени, за пределами Юго-Восточной Азии, в частности, в Нидерландах — бывшей метрополии Индонезии.

## Происхождение и этимология названия

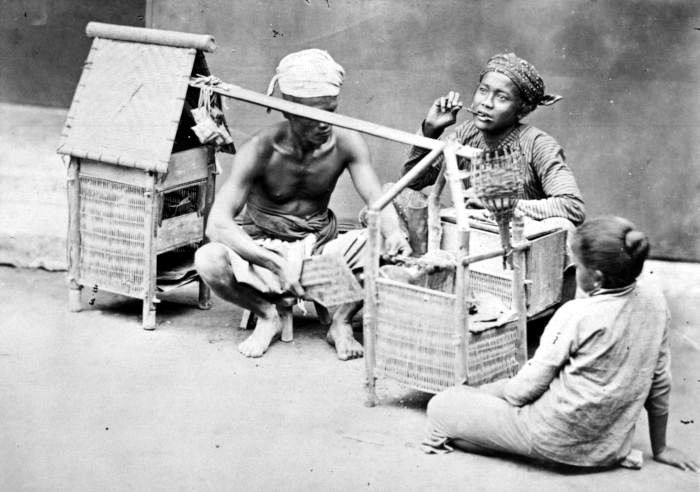
Продавец сате. Нидерландская Ост-Индия, начало последней трети XIX века

Сате не принадлежит к числу исконных, самобытных блюд народов Малайского архипелага и Малайского полуострова. Общепризнано, что изготовление этого кушанья было освоено под влиянием индийских и арабских кулинарных традиций, которое было здесь весьма ощутимым на протяжении многих столетий, а непосредственным его прототипом стал кебаб. Первыми в этом регионе технологию жарки мяса и других продуктов на шампуре ввели в обиход яванцы, заимствовавшие её в ходе культурных обменов с народами Ближнего Востока и южной части Индостана. Основным фактором, обусловившим миниатюаризацию шашлыков по сравнению с их изначальным прототипом, считается относительный дефицит мяса, характерный для Явы во все исторические времена, который, в свою очередь, предопределён недостатком пастбищных земель и климатическими условиями, не слишком благоприятствующими скотоводству.

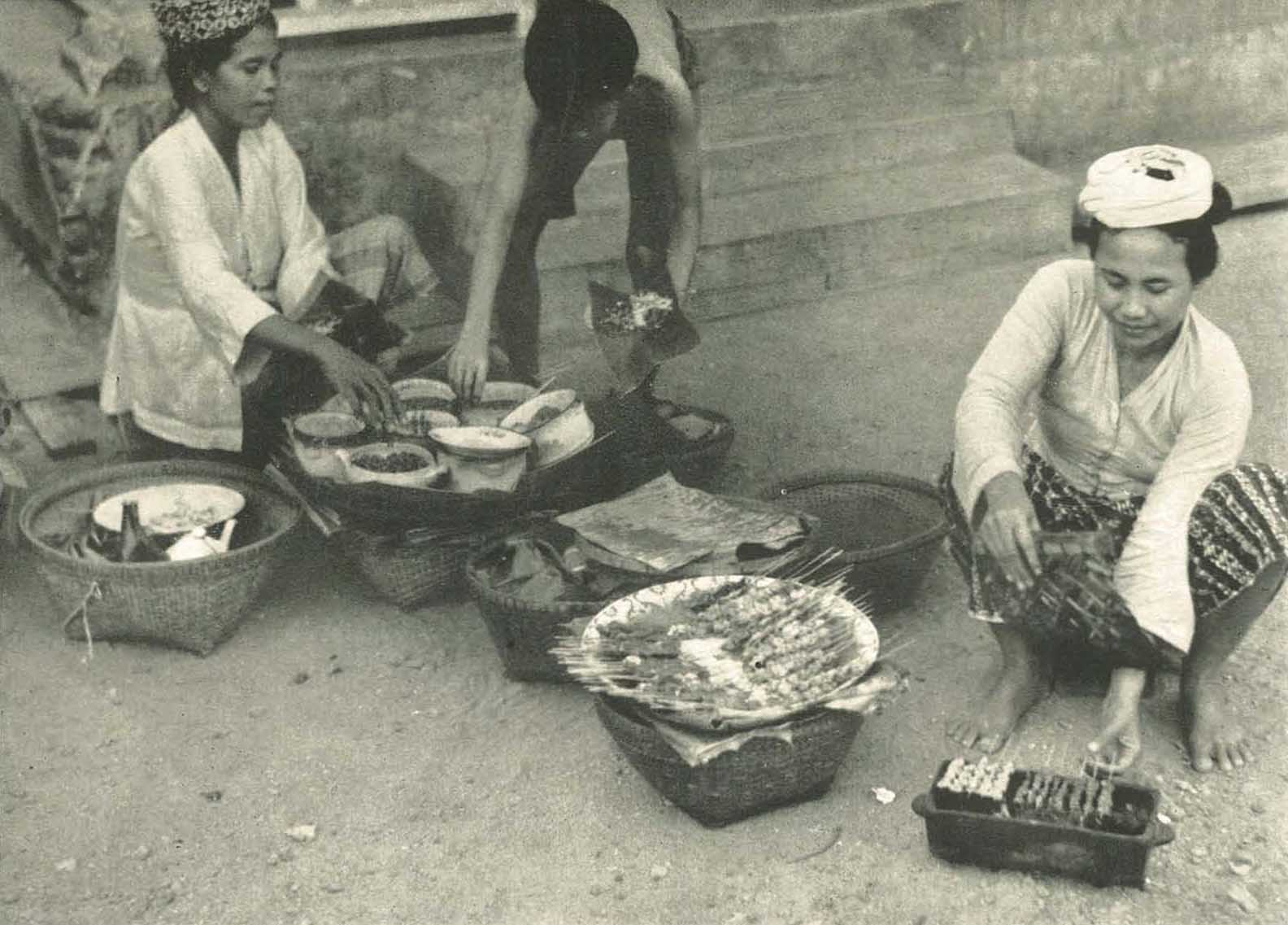
Женщины, торгующие сате. Остров Ломбок, 1953 год

На роль «малой родины» сате традиционно претендует Восточная Ява: в этой индонезийской провинции даже существуют легенды о происхождении миниатюрных шашлычков. Одно такое предание приписывает честь изобретения сате столяру из окрестностей Маланга по имени Сата́х (индон. Satah), последователю Малика Ибрахима, одного из так называемых «Девяти праведников» — первых проповедников ислама на Яве, который, предположительно, был выходцем из Центральной Азии или Ирана. Обучившись в самом начале XV века у своего наставника жарке мяса на шампурах, плотник якобы стал заменять железные шпажки — достаточно дорогие и не всегда доступные в то время — длинной бамбуковой щепой, которая у него, при его ремесле, имелась в изобилии. Это кулинарное нововведение пришлось по вкусу местным жителям, приходившим на проповеди Малика Ибрахима, и вскоре будто бы стало известным по имени его изобретателя, Сатаха, которое со временем трансформировалось в слово «сате».

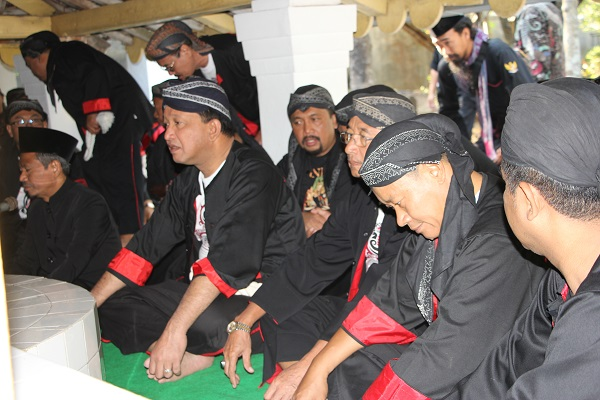
Могила Бахары Катонга — легендарного изобретателя сате — в окружении паломников. Понорого

По другой легенде, изобретателем сате был достаточно известный исторический персонаж Батара Катонг — младший брат и сподвижник первого правителя султаната Демак Радена Патаха, основатель округа Понорого, который также считается учеником одного или сразу нескольких проповедников из числа «Девяти праведников». Прибыв в середине 1480-х годов на территорию будущего Понорого для закрепления над ней власти своего брата, Батара Катонг будто бы обратил внимание, что местные духовные «авторитеты» — вароки — используют заточенную бамбуковую шпажку, чтобы вынимать из жаровни кусочки горячей курятины. Демакский эмиссар решил пойти в этом плане дальше — заранее накалывать ещё сырой кусочек курятины на шпажку. Подобная манера приготовления курятины, по преданию, была перенята ближайшими соратниками Батары Катонга и после этого несколько веков оставалась в ходу лишь у наиболее правоверных местных мусульман и противников европейской колонизации, служа среди них тайным опознавательным знаком «своего». Якобы лишь в XVIII столетии практика жарки курятины маленькими кусочками на шпажке утратила свой скрытый смысл и получила широкое распространение в народе, а ещё позднее таким образом стали готовить и другие продукты. Само же название кушанья эта легенда возводит к словосочетанию «сак бити́нг» (яв. sak biting), которое на одном из наречий яванского языка означает «одна шпажка».
Однако достоверность подобных легенд специалистам представляется сомнительной. Большинство из них прослеживает историю сате не далее, чем до начала XIX века. Этимология же его названия обычно связывается с тамильским словом «тача́й» (там. தசை), означающим «плоть, мышца, мясо», которое в одной из диалектных форм звучит как «чата́й» (там. சதை). Ещё одна версия, считающаяся достаточно спорной, возводит наименование кушанья к словосочетанию из южноминьского диалекта китайского языка «са тэ бак» (кит. трад. 三疊肉, упр. 三叠肉, пиньинь sān dié ròu, палл. саньдежоу), означающему «мясо в три слоя», которое теоретически может подразумевать три кусочка мяса, плотно нанизанных на шампур.

## Распространение

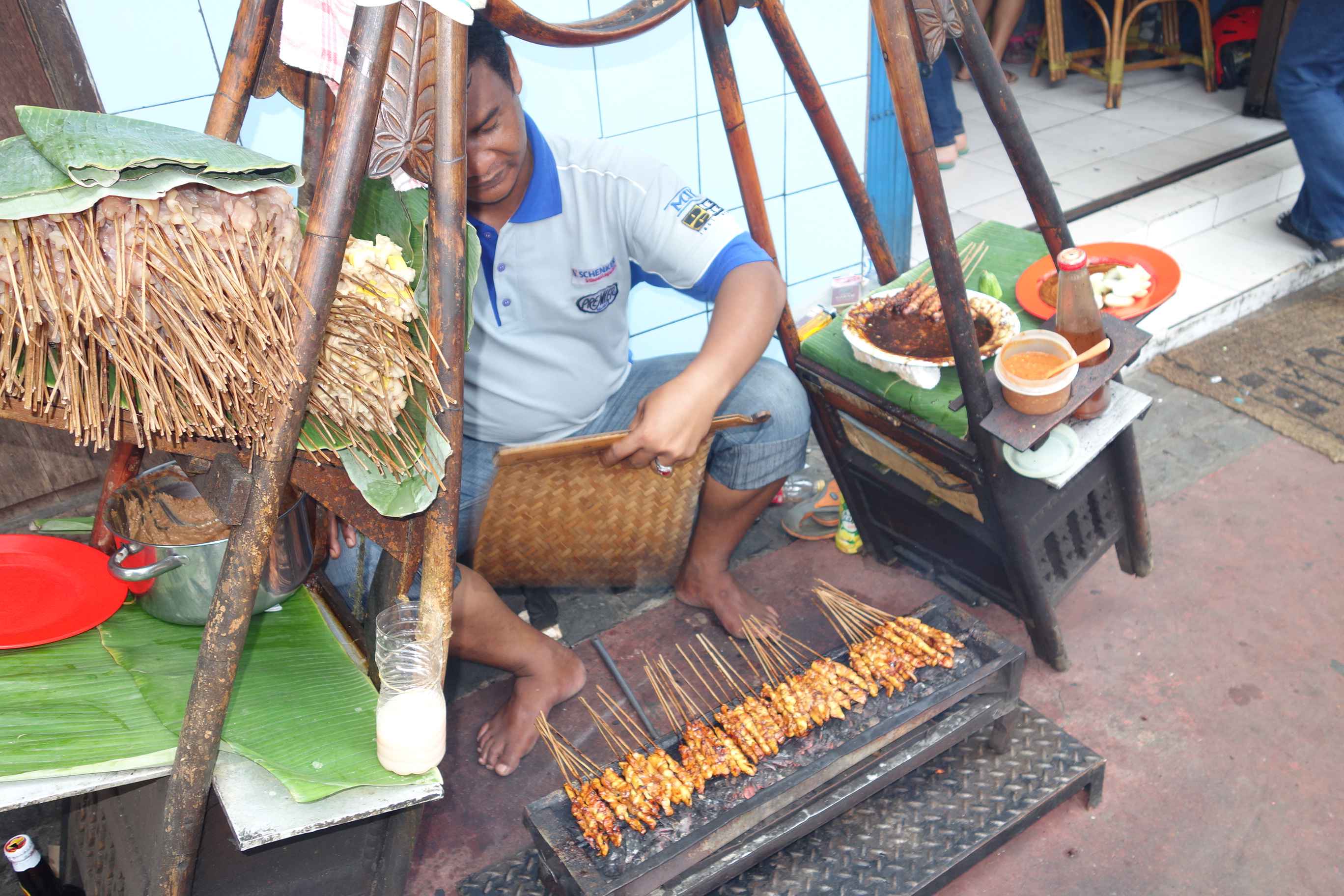
Торговец сате в Джакарте

Известно, что в последней трети XIX века сате был уже расхожим блюдом на Яве. В последующие десятилетия практика приготовления миниатюрных шашлычков достаточно быстро распространилась на значительных территориях Малайского архипелага. Этому способствовала не только объективно важная роль Явы в экономике, социальной и культурной жизни региона, но и развёрнутая в этот период администрацией Нидерландской Ост-Индии трансмиграционная программа, в ходе которой сотни тысяч жителей этого густонаселённого острова были переселены в другие районы колонии. В результате ко второй половине XX столетия сате утвердился в качестве одного из наиболее популярных блюд индонезийской и малайзийской кухонь. Это кушанье в той или иной степени вошло в кулинарную культуру различных народов и местностей этих стран, при том что наибольшую роль оно сохранило в яванской кухне, которая в своё время первой освоила приготовление сате.
Широкое распространение сате получило и в ряде соседних стран Юго-Восточной Азии. Среди жителей таких небольших государств, как Сингапур и Бруней, это кушанье стало не менее популярным, чем среди индонезийцев и малайзийцев. В Таиланде же и на Филиппинах сате «прижился» главным образом в южных регионах, сопредельных с Малайзией: в первом случае это провинции Южного Таиланда с преимущественно малайским населением, во втором — юго-западные регионы Бангсаморо и Полуостров Замбоанга, населённые в основном народностями группы моро, среди которых малайское культурное влияние исторически является весьма значительным.

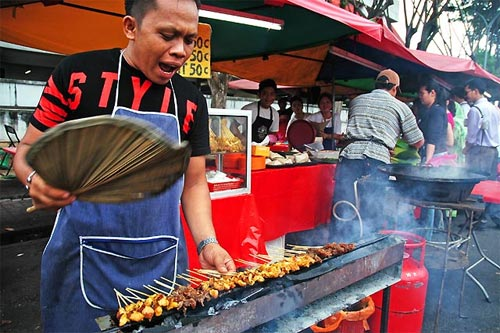
Продажа сате на рынке в Малайзии

Достаточно активные миграции индонезийцев как в колониальную эпоху, так и в последующее время способствовали выходу сате и за пределы Юго-Восточной Азии. Так, это блюдо является одним из кулинарных специалитетов малайской общины Шри-Ланки — потомков индонезийских малайцев, перевезённых туда голландцами с Суматры в тот период, когда оба этих острова находились под нидерландским колониальным владычеством. Более того, сате пользуется немалой популярностью и в самих Нидерландах, сохранивших достаточно тесные культурные связи с крупнейшей из своих бывших колоний — Индонезией.

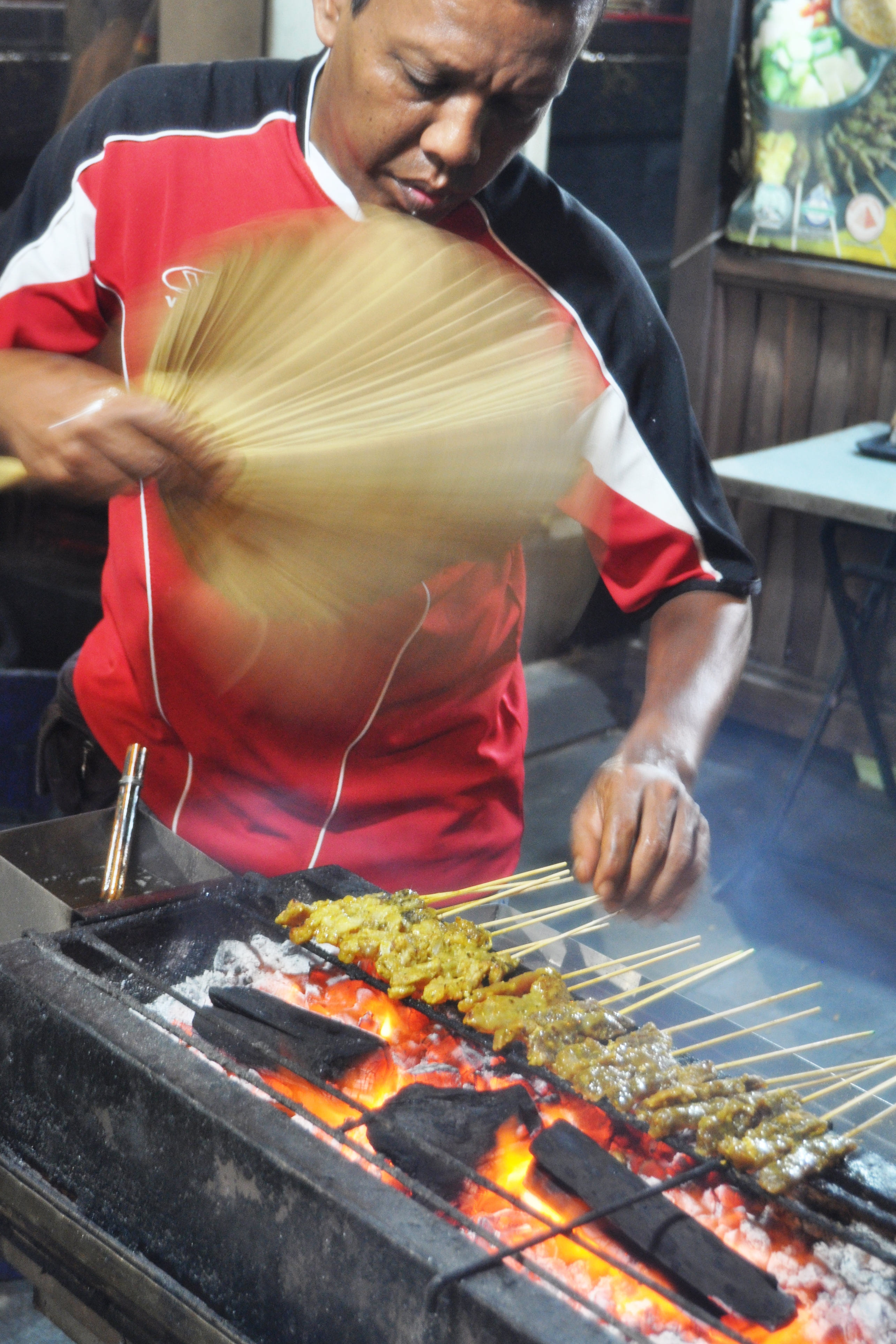
Приготовление сате в харчевне в Сингапуре

По мере географического распространения этого кушанья возникла некоторая вариативность его названия. Во всех регионах Индонезии, а также в Нидерландах, бывшей метрополии этой страны, укоренилось его яванское наименование — сате́ (индон. и яв. sate, устаревший вариант написания индон. и яв. sateh). В Малайзии же и на малаеязычных территориях — в Брунее, Сингапуре и Южном Таиланде — название миниатюрных шашлычков изначально было воспринято как сатэ́й (малайск. satai, satay), однако со временем там также стал укореняться его индонезийский вариант. В то же время, в силу того, что Малайзия до 1960-х годов находилась под британским колониальным владычеством, «старомалайская» версия наименования — сатэ́й — была перенята в Великобритании и англоговорящих странах: сначала в написании satai (первое употребление этого слова в англоязычных источниках зафиксировано в 1917 году), а позднее как satay (первое употребление — в 1955 году). Благодаря большой роли английского языка в международном общении именно последний вариант написания достаточно широко распространился в мире. Особняком в этом плане стоят Филиппины, где сформировался третий вариант названия, как бы промежуточный между индонезийским и малайско-английским, — сатти́ (сулу satti).
В целом на международном уровне сате является одним из наиболее известных и востребованных блюд индонезийской кухни, своего рода её «визитной карточкой». В несколько меньшей степени это относится и к малайзийской кухне. В этой связи, в частности, это кушанье регулярно подаётся на дипломатических приёмах, проводимых индонезийскими и малайзийскими посольствами за рубежом. Значительную международную популярность сате подтвердил опрос 35 тысяч респондентов в различных странах мира, проведённый в 2011 году CNN: по его итогам это кушанье заняло 14-е место в списке «50 самых любимых блюд».

## Приготовление

### Предварительная обработка продуктов

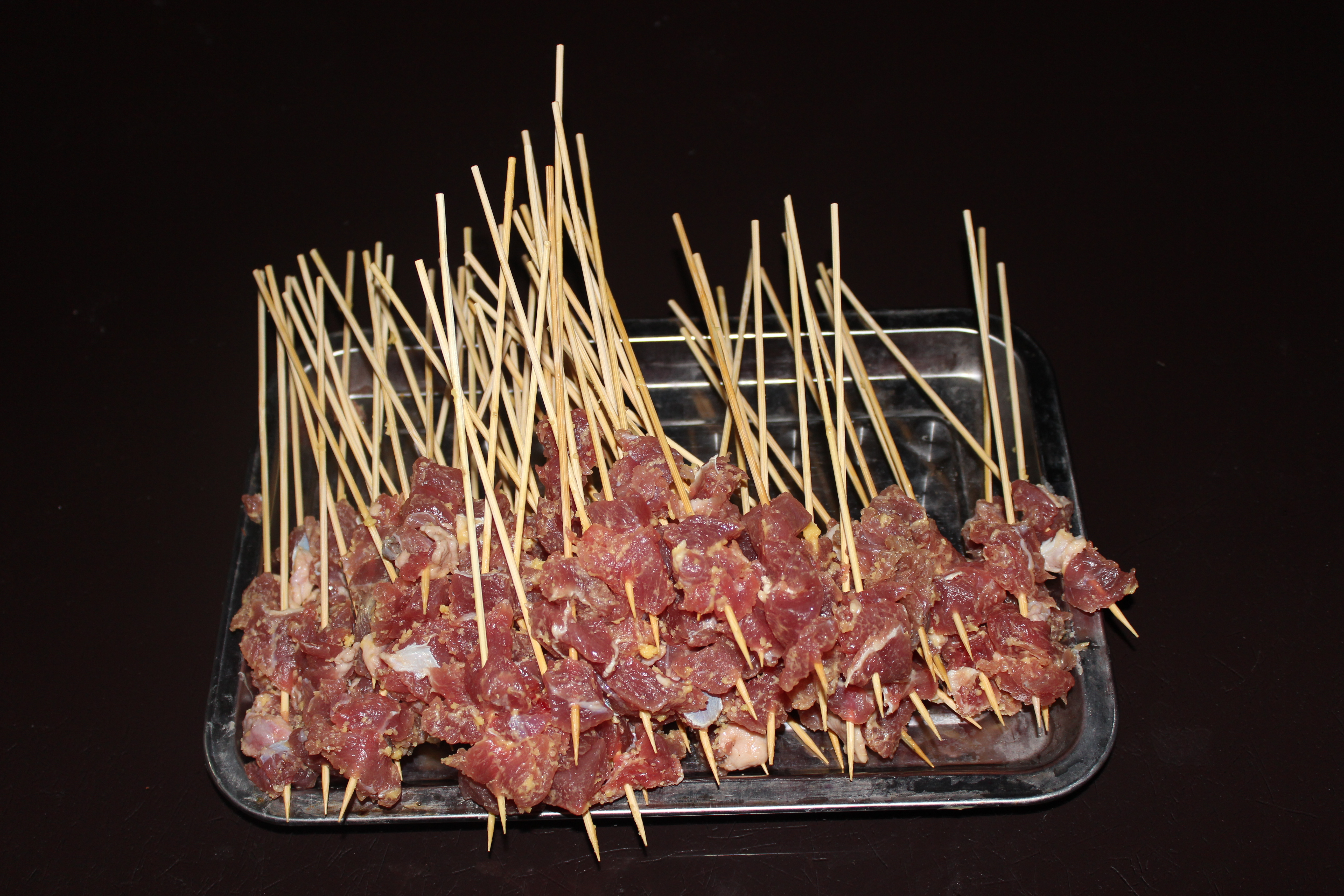
Сырой сате, обсыпанный специями

С кулинарной точки зрения сате фактически представляет собой обычный шашлык, жаренный на углях в мангале. Его принципиальной особенностью является миниатюрный размер — в несколько раз меньший, чем у шашлыков, привычных для многих других народов Евразии. Единственным видом шашлыка, вполне сопоставимым по размеру с сате, является японское якитори.
Продукты, предназначенные для жарки, нарезаются небольшими кусочками — за исключением тех случаев, когда в своём естественном виде они уже являются достаточно мелкими для сате (куриные или утиные субпродукты, креветки, небольшие моллюски, перепелиные яйца). Некоторые, достаточно немногочисленные виды сате из мяса и субпродуктов предусматривают предварительную проварку сырья перед нарезкой — иногда краткую, в других случаях до фактической готовности.
Перед жаркой сырьё для сате обычно маринуется, причём срок его маринования, как правило, значительно короче, чем у продуктов для «большого» шашлыка: обычно он ограничивается минутами или, реже, десятками минут, а иногда продукты просто наскоро обваливаются в каком-нибудь соусе. Без подобной предварительной обработки могут готовиться шашлычки из тофу или овощей, а также иногда из мяса очень молодых животных.

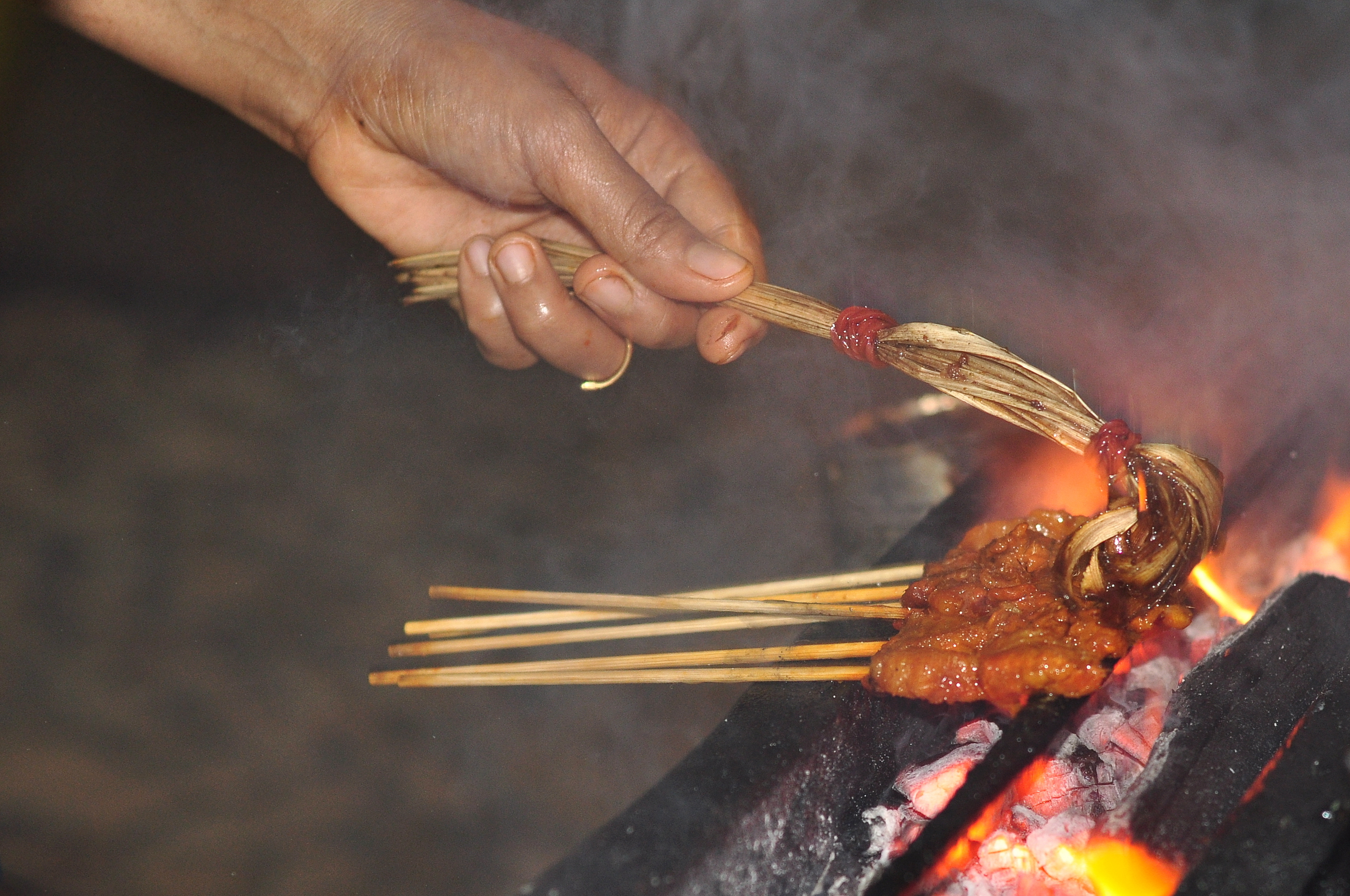
Сате иногда обмазывается соусом непосредственно в момент жарки

Состав маринада для сате бывает самым разным: его жидкой основой могут служить солёный или сладкий соевый соус, уксус, кокосовое молоко, сок лайма или некоторых других цитрусовых. При этом его твёрдые ингредиенты — разнообразные специи и пряности — зачастую по объёму превосходят жидкие, в результате чего соус может быть достаточно густым, иногда кашеобразным. В отдельных случаях маринование проводится всухую — продукты просто обсыпаются солью и измельчёнными специями. Иногда сате дополнительно сдабривают каким-либо соусом уже в процессе жарки, используя для этого кисточку или тряпочку — подобное практикуется в основном на Филиппинах и в Малайзии. В различных странах и местностях набор специй, используемых при приготовлении сате, достаточно различен. В целом наиболее ходовыми являются различные сорта перца, чеснок, лук-шалот, кориандр, сизигиум многоцветковый, имбирь, тамаринд, куркума, большой и малый калган. Иногда в состав маринада могут входить и продукты, не являющиеся по сути специями, — например, пальмовый сахар, мякоть фруктов или измельчённый тофу. И в совсем редких случаях применяется такой своеобразный способ маринования сырья для сате, как обёртывание его в листья каких-то растений, сок которых обладает размягчающими и ароматизирующими свойствами. Так, например, готовится сате у манггараев, населяющих западную часть индонезийского острова Флорес: предварительно проваренные в течение нескольких минут говядина и говяжье сало на полчаса заворачиваются в листья папайи.
После не очень продолжительного маринования кусочки продукта нанизываются на шпажки. На каждую, как правило, идут от трёх до шести, однако отдельные виды сате предусматривают нанизывание на шампур только одного кусочка продукта или, например, одной целой креветки. В любом случае, общая масса продукта на каждой шпажке редко превышает 60—70 граммов, а совокупная длина — 10—15 сантиметров. В отличие от шашлыка, который обычно нанизывается на центральную часть шампура, оставляя оба его конца свободными, сате всегда нанизывается на шпажку асимметрично, со стороны заострённого конца. При этом продукт занимает обычно не более половины её длины, чаще всего — около трети.

### Шампуры

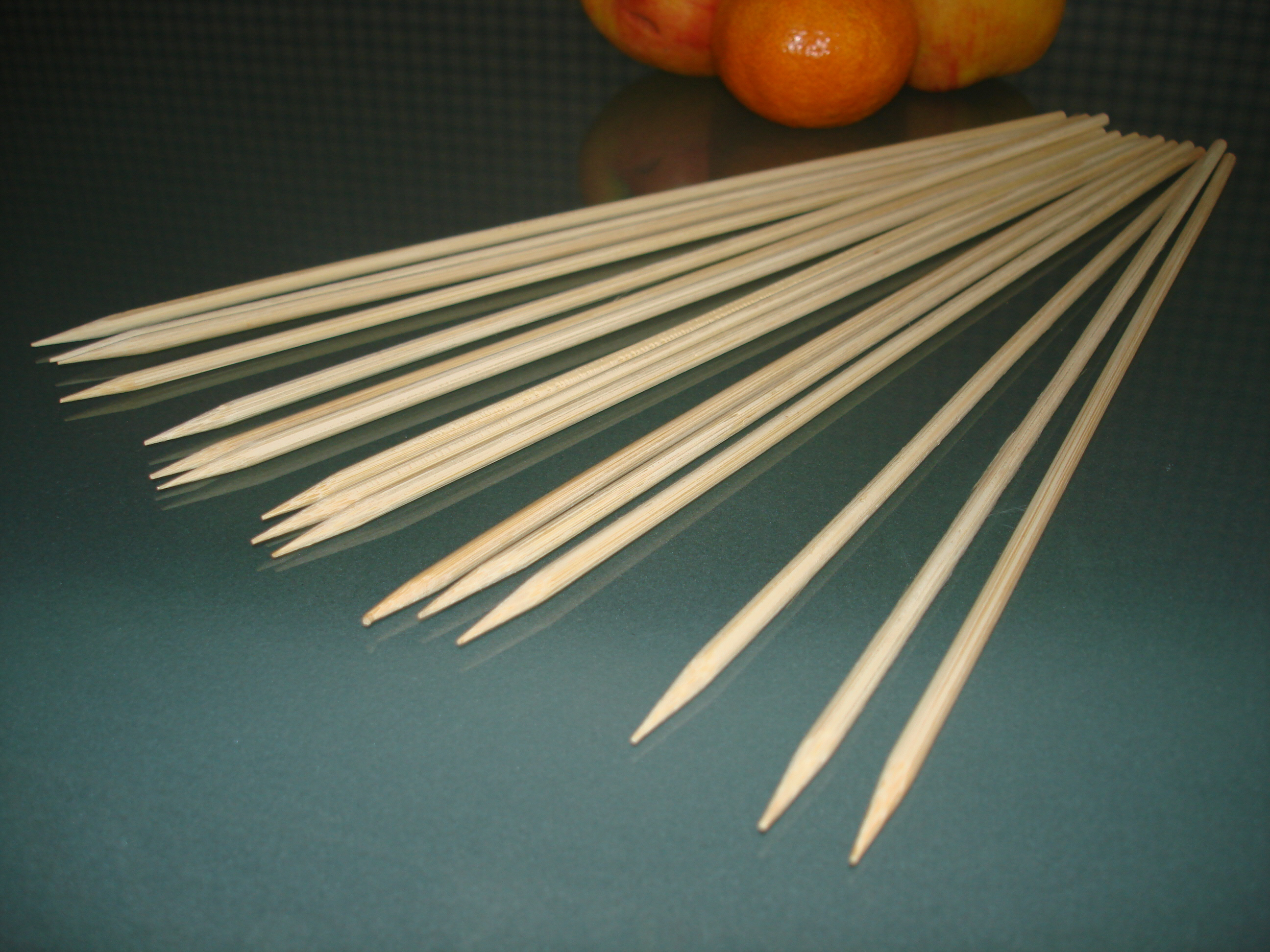
Круглые в сечении бамбуковые шампуры для сате

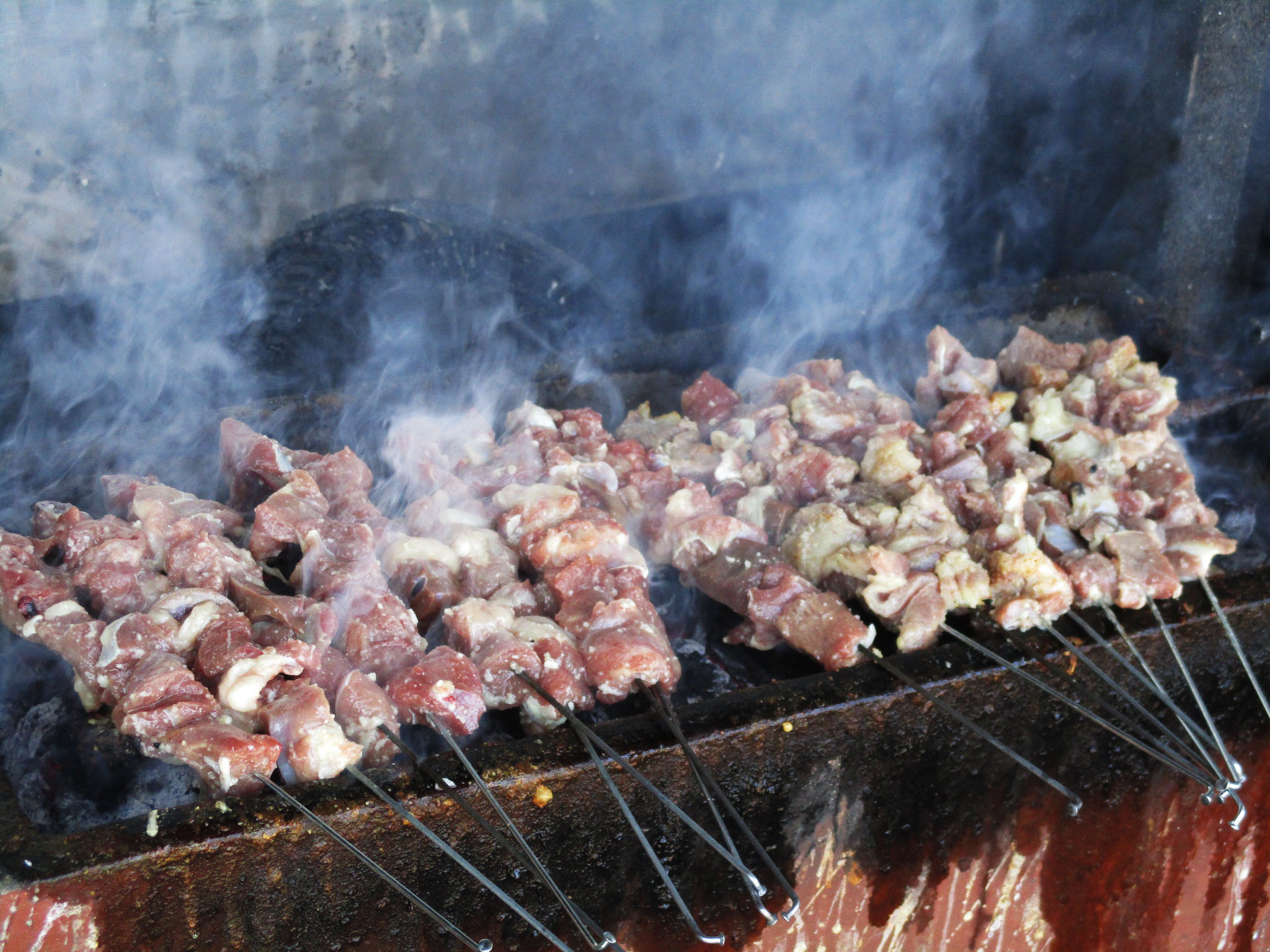
Бараньи сате на велосипедных спицах — специалитет

Шампуры являются ещё одной отличительной чертой сате. В абсолютном большинстве случаев они изготавливаются из затвердевших бамбуковых стеблей: из одного коленца бамбука толщиной со стакан выходит по меньшей мере несколько десятков подобных шпажек. В большинстве мест, где практикуется изготовление сате, существуют два основных типа бамбуковых шампуров: плоские либо круглые в сечении.
Плоский является первозданной, наиболее традиционной моделью шампура для сате. По сути он представляет собой длинную тонкую бамбуковую щепу длиной 20—25 сантиметров, заострённую с одного конца. Исторически подобные шампуры изготовлялись с помощью обычных ножей или тесаков, и в современных условиях ручное производство таких изделий по-прежнему практикуется очень широко. Часто на тупом конце такой щепы оставляется небольшое расширение — двустороннее или одностороннее — для удобства держания её в пальцах. В Индонезии плоские шампуры с двусторонним расширением на рукояти традиционно называют «вёсельными» (индон. tusuk sate dayung), а с односторонним — «флажковыми» (индон. tusuk sate bendera).

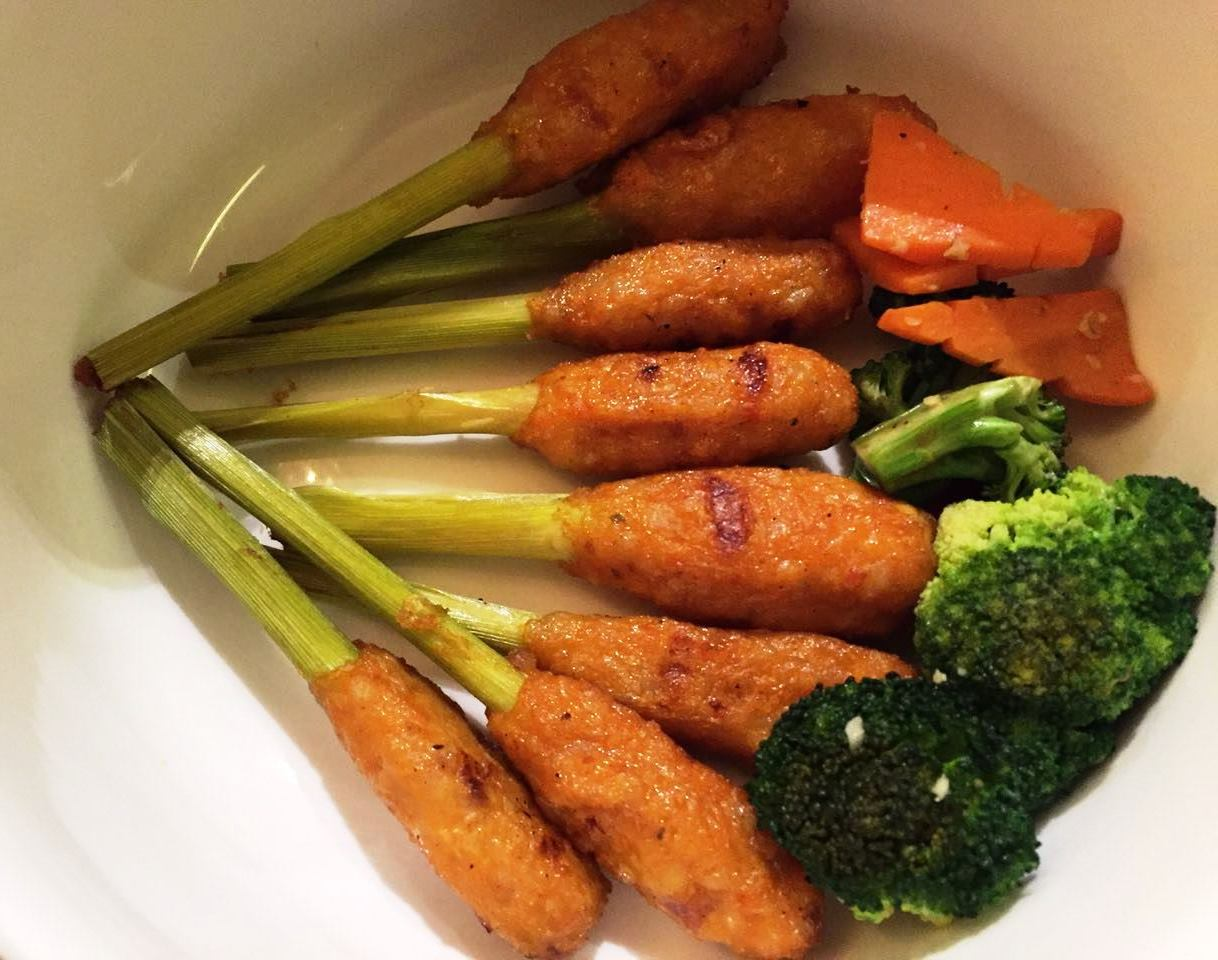
Балийский сате-лилит: фарш из морепродуктов налеплен на стебли лимонного сорго

Круглые в сечении шампуры являются более сложными в изготовлении и, соответственно, более современными. Они представляют собой тонкие — ненамного толще зубочистки — стерженьки, также заострённые только с одного конца. Их серийное производство требует использования деревообрабатывающих станков, позволяющих не только раскалывать бамбуковые стволы по вертикали, но и обтачивать щепу, превращая её в ровные гладкие шпажки, имеющие обычно от 25 до 40 сантиметров в длину. И в Индонезии, и в Малайзии такое производство осуществляется в основном на небольших частных фабриках или в кустарных условиях и в некоторых местностях является значимой отраслью малого бизнеса.
Круглые в сечении шампуры получили к настоящему времени исключительно широкое распространение. Они повсеместно продаются в торговых заведениях всех типов и уровней — обычно упаковками, расфасованными с поштучным расчётом либо на вес. Однако плоские шампуры, реализуемые обычно на традиционных рынках, также остаются достаточно востребованными. Распространено мнение, что они лучше подходят для нанизывания более твёрдых продуктов, прежде всего мяса, а также лучше выдерживают жар углей. Часто для повышения огнеупорности бамбуковых шампуров обоих видов перед использованием их обмакивают в воду.
Во многих местностях Индонезии наряду с бамбуковыми шампурами в качестве шпажек для сате иногда используют жилки пальмовых листьев, которые для этого высушивают и нарезают на отрезки нужной длины. Средние, более толстые жилки, выдерживают кусочки любой величины, боковые же обычно служат для приготовления наиболее миниатюрных видов сате. Как и бамбуковые шампуры, такие шпажки обычно используются лишь однократно.
Существуют отдельные виды сате, приготовление которых предусматривает использование необычных шампуров. Весьма оригинальной в этом плане является балийская кухня: на Бали в качестве шампуров часто используются стебли лимонного сорго, иногда — тонкие побеги сахарного тростника или бамбука. И уже совсем в редких случаях в некоторых районах Индонезии для нанизывания сате используются металлические шпажки. Так, в округе Бантул, входящем в состав Джокьякарты, существует достаточно давняя традиция приготовления сате-клатак — шашлычков из баранины на тонких металлических шпажках, которые там делают из велосипедных спиц. В отличие от тех, что изготовляются из бамбука и других растительных материалов, подобные шампуры используют многократно.

### Мангалы

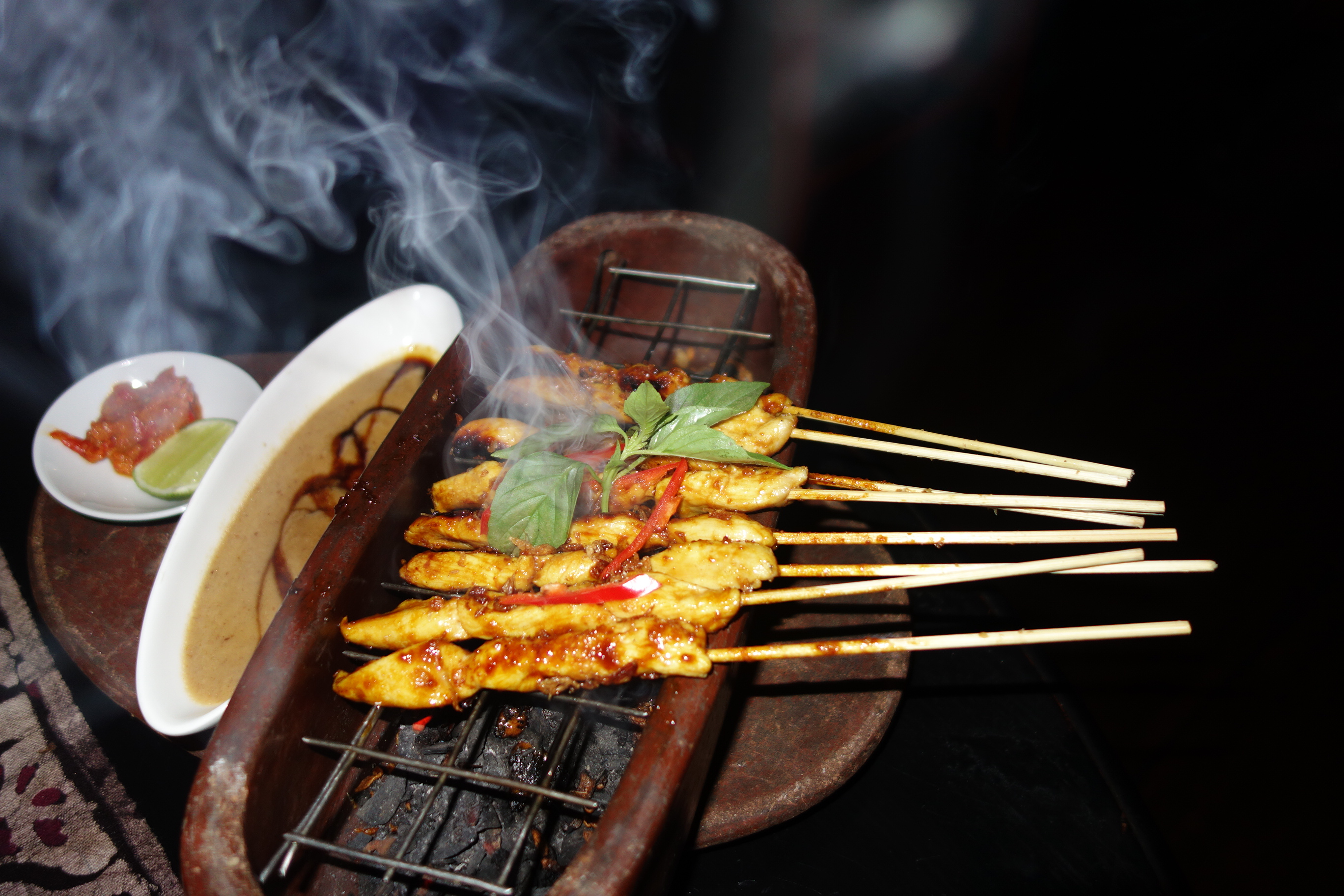
Сате из курицы на традиционном индонезийском миниатюрном мангале. В качестве приправы поданы арахисовый соус и самбал

Нанизанные на шпажки, кусочки продукта обжариваются со всех сторон в течение нескольких минут на мангале — редчайшее исключение в этом плане составляет особый малайзийский тип сате, который не жарится, а варится в кипятке или соусе. Мангалы для сате бывают, как правило, металлическими — обычно стальными или алюминиевыми — либо, значительно реже, керамическими. Последние характерны главным образом для некоторых областей Восточной Явы, в частности для округа Понорого: там издавна для жарки сате изготавливают глиняные ёмкости в форме «лодочек» с множеством небольших отверстий в днище, обеспечивающих дополнительный приток воздуха к углям.
В отличие от «большого шашлыка», при жарке которого шампуры обычно лежат двумя не занятыми продуктом концами на противоположных бортиках мангала, сате, в котором асимметричная насадка продукта не оставляет необходимого для этого зазора на одном из кончиков шпажки, требует дополнительной опоры. Поэтому шампуры с ним удерживаются над углями, как правило, с помощью одного или пары продольных металлических прутов либо же решётки. В домашних условиях обычно используются весьма миниатюрные мангалы — иногда не более 25 сантиметров в длину и 12—15 сантиметров в ширину, которые являются важным атрибутом индонезийской и малайзийской кухонь, тогда как в заведениях общественного питания или при уличном приготовлении сате — длинные узкие конструкции, более сходные с европейскими или ближневосточными мангалами. Иногда при отсутствии «специализированного» мангала для жарки сате используется какая-либо глубокая металлическая ёмкость или керамическая посудина, наполненная углями: бочка, ведро, горшок или даже жестянка достаточно большого размера.

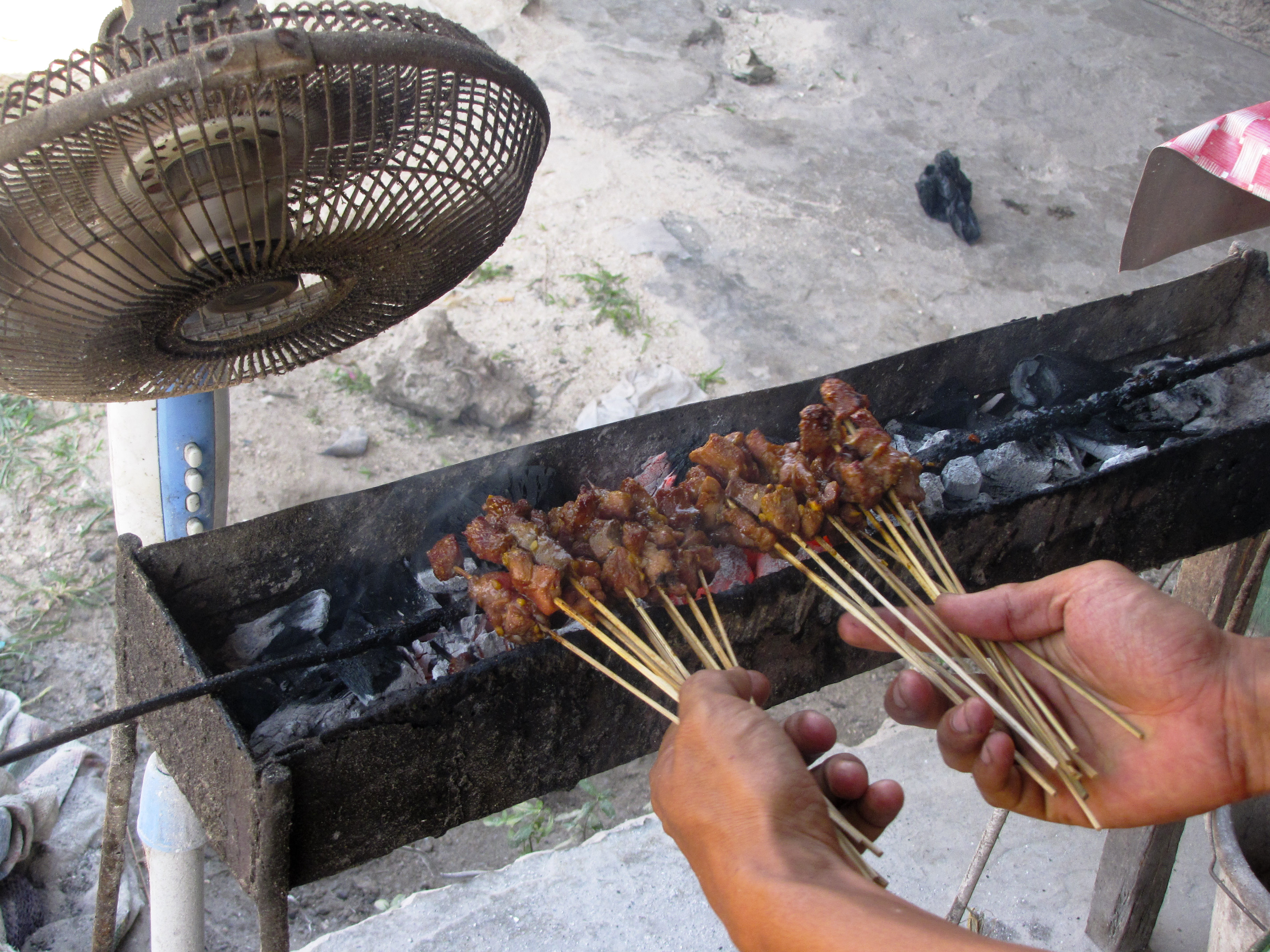
Классический уличный мангал для сате. Для удержания шампуров над углями используется продольный металлический прут, для раздувания углей — вентилятор

В качестве топлива для жарки сате традиционно используется древесный уголь, который может выжигаться непосредственно в мангале, однако чаще засыпается туда уже в готовом виде: угли для сате являются исключительно ходовым товаром во всех местностях, где популярно это кушанье. В разных регионах для изготовления углей может использоваться древесина различных пород деревьев: к числу тех, угли которых дают наибольший жар при наименьшем дыме, специалисты относят такие виды, как Myristica cinnamomea, Castanopsis acuminatissima, Lithocarpus ewyckii, Syzygium polyanthum, Ficus nervosa. Большим спросом также пользуются угли из скорлупы кокосовых орехов: их преимуществом считаются более продолжительное горение с меньшим количеством пепла и дыма. Кроме того, иногда для приготовления сате используются каменноугольные брикеты, однако расширению такой практики препятствует не только их относительная дороговизна, но и опасения некоторых потребителей, что каменноугольная пыль может негативно сказаться на вкусе блюда.
Для раздувания углей любого вида в мангале традиционно используются веера из плотной бумаги или бамбуковой щепы, а также небольшие циновки. В современных условиях для этой цели часто применяются электрические вентиляторы. Различные виды сате требуют большего или меньшего жара углей. Абсолютное большинство их принято начинать жарить, когда угли уже перестают давать языки пламени, и лишь некоторые — как, например, уже упоминавшийся выше бараний сате-клатак — готовятся на небольшом открытом огне.
С конца XX века в заведениях общественного питания и в домашних условиях для приготовления сате стали использовать электрические и газовые жаровни различных конструкций. Однако широкого распространения эти нововведения пока не получили.

## Разновидности

### Общий обзор

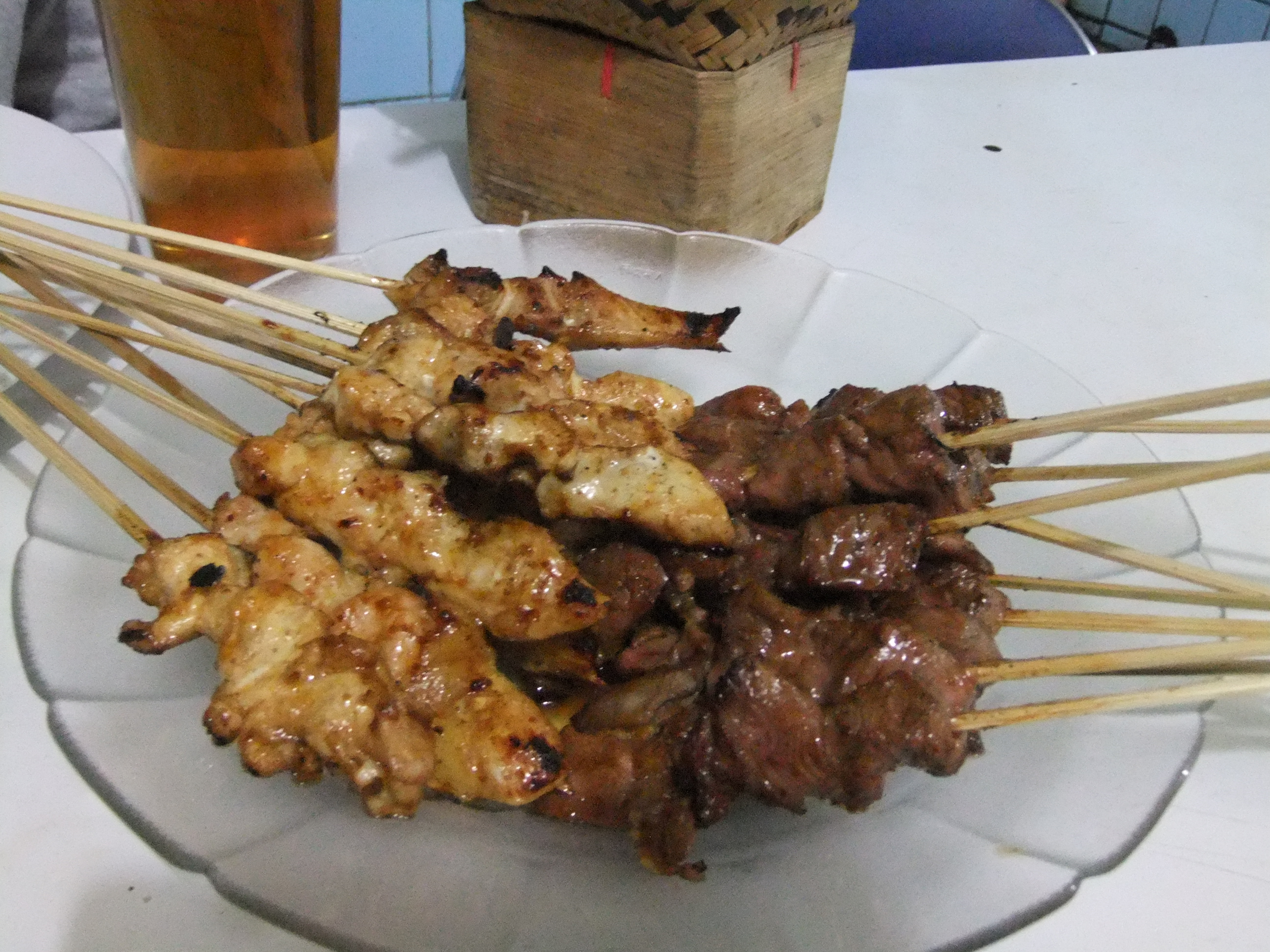
Сате из курятины и из козлятины — наиболее распространённые виды этого кушанья

Характерной чертой сате является его исключительное многообразие в плане используемых для жарки продуктов, а также нюансов их предварительной обработки: счёт соответствующих рецептов идёт на сотни. Сырьём для приготовления этого кушанья могут служить самые различные виды мяса, птицы и субпродуктов, рыба, креветки и другие дары моря, тофу, темпе, яйца, некоторые виды овощей и даже фруктов. В абсолютном большинстве случаев для приготовления шашлычков используется какой-то один продукт, и лишь очень небольшое число рецептов предусматривает чередование на шампуре разных: например, мяса и печени или мяса и сала. Использование тех или иных продуктов для сате во многом обусловлено степенью их доступности в различных регионах, которая, в свою очередь, предопределяется местными природными условиями, хозяйственным укладом и уровнем жизни населения. Кроме того, важную роль играют местные обычаи, культурные и религиозные традиции.

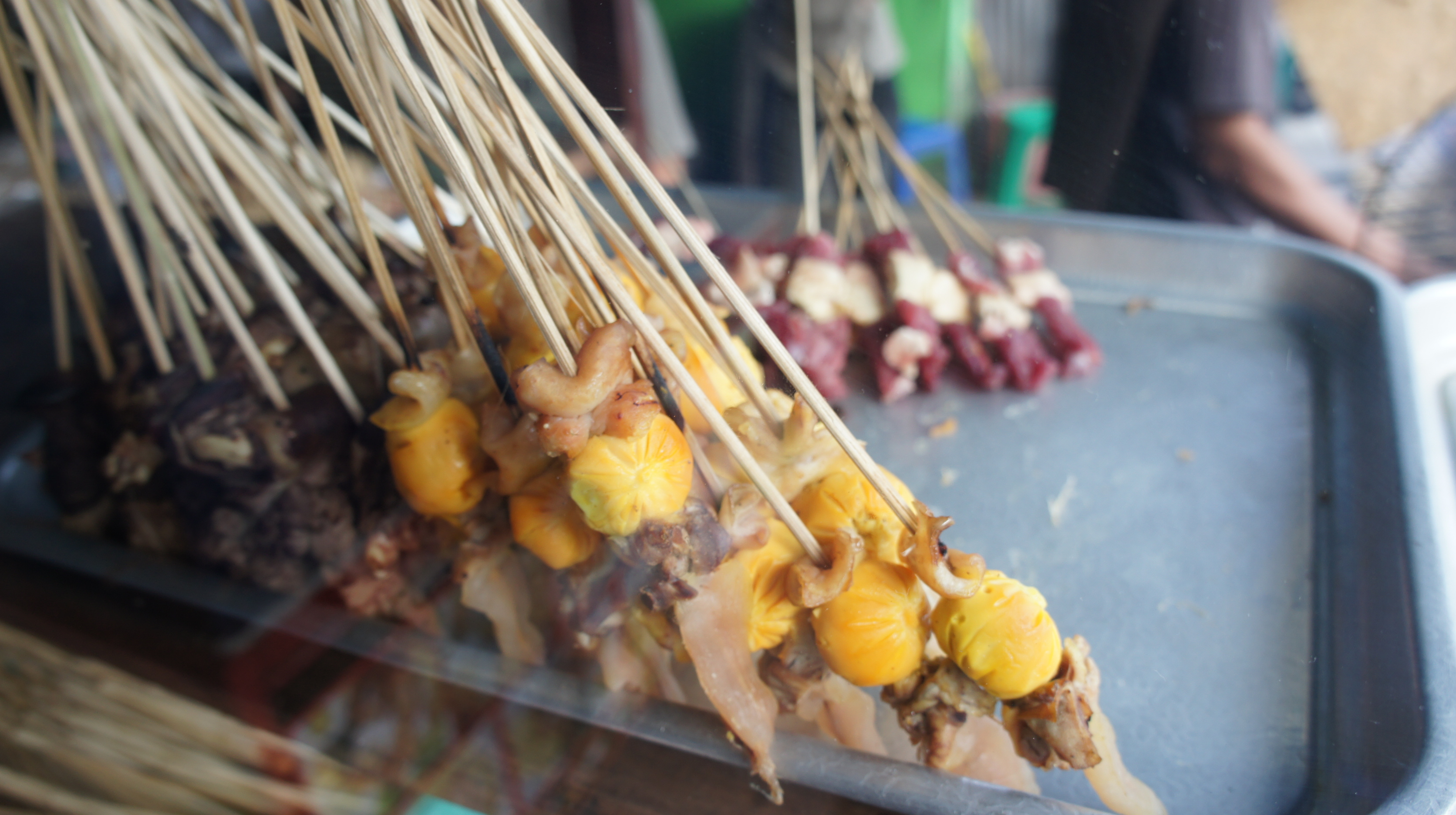
Редкий многокомпонентный вид сате: кусочки курятины и куриные желудки чередуются с зародышевыми неснесёнными яйцами

Наиболее широкой, фактически повсеместной популярностью в Индонезии, Малайзии, Сингапуре, Брунее, а также в ряде районов Таиланда и Филиппин пользуются шашлычки из курятины, козлятины и говядины. Последняя — равно как и практически все виды говяжьих субпродуктов, включая потроха и кожу, — играет особую роль в приготовлении сате на индонезийской Суматре, где исторически важной отраслью хозяйства является разведение крупного рогатого скота. Различные морепродукты используются для шашлычков прежде всего в приморских местностях. Свиной вариант сате является неотъемлемым элементом кухни китайских общин Юго-Восточной Азии, в ходу у тайцев и многих филиппинцев, однако среди коренных народов Индонезии и Малайзии, в большинстве своём исповедующих ислам и соблюдающих соответствующие пищевые запреты, он распространён очень незначительно. Исключение в этом плане составляют балийцы, в основном являющиеся последователями индуизма: они регулярно употребляют в пищу свинину, тогда как говядина для них, напротив, табуирована. В то же время в мусульманской общине Денпасара, административного центра Бали, существует традиция отмечать праздник Ураза-байрам, именуемый в Индонезии «Идуль-Фи́три» (индон. Idul Fitri) и знаменующий завершение Рамадана, шашлычками из говяжьего вымени.
Видовое разнообразие сате постоянно расширяется. Этому во многом способствуют появление на рынках соответствующих стран новых продуктов и освоение местным населением новых кулинарных технологий и традиций, в частности, заимствуемых по мере распространения западного культурного влияния. Ресторанными поварами и кулинарами-любителями создаются авторские рецепты миниатюрных шашлычков, достаточно заметно отличающиеся от традиционных, которые нередко популяризируются посредством СМИ, кулинарных изданий и социальных сетей.

### Индонезия

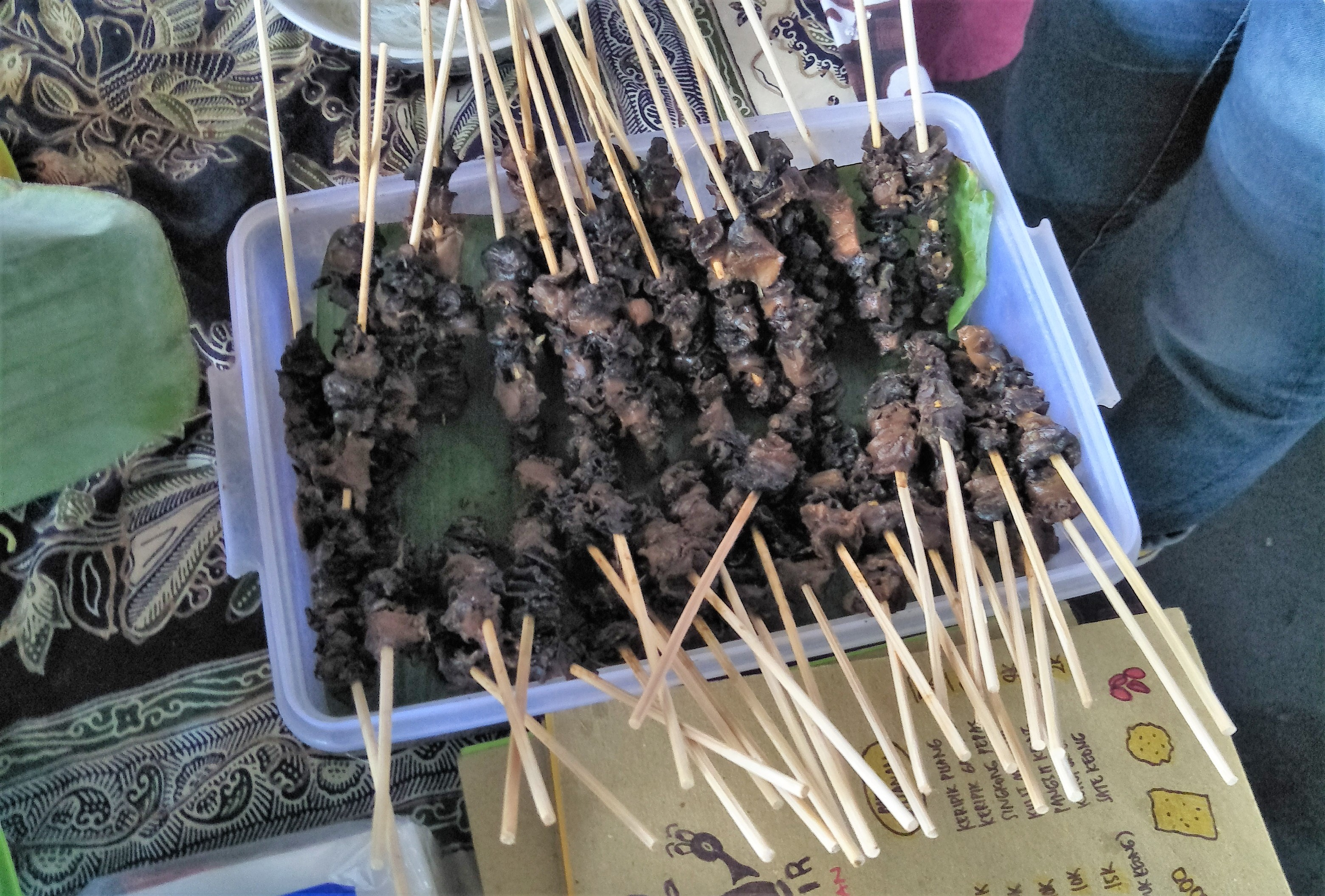
Сате из улиток — кулинарный специалитет Джокьякарты

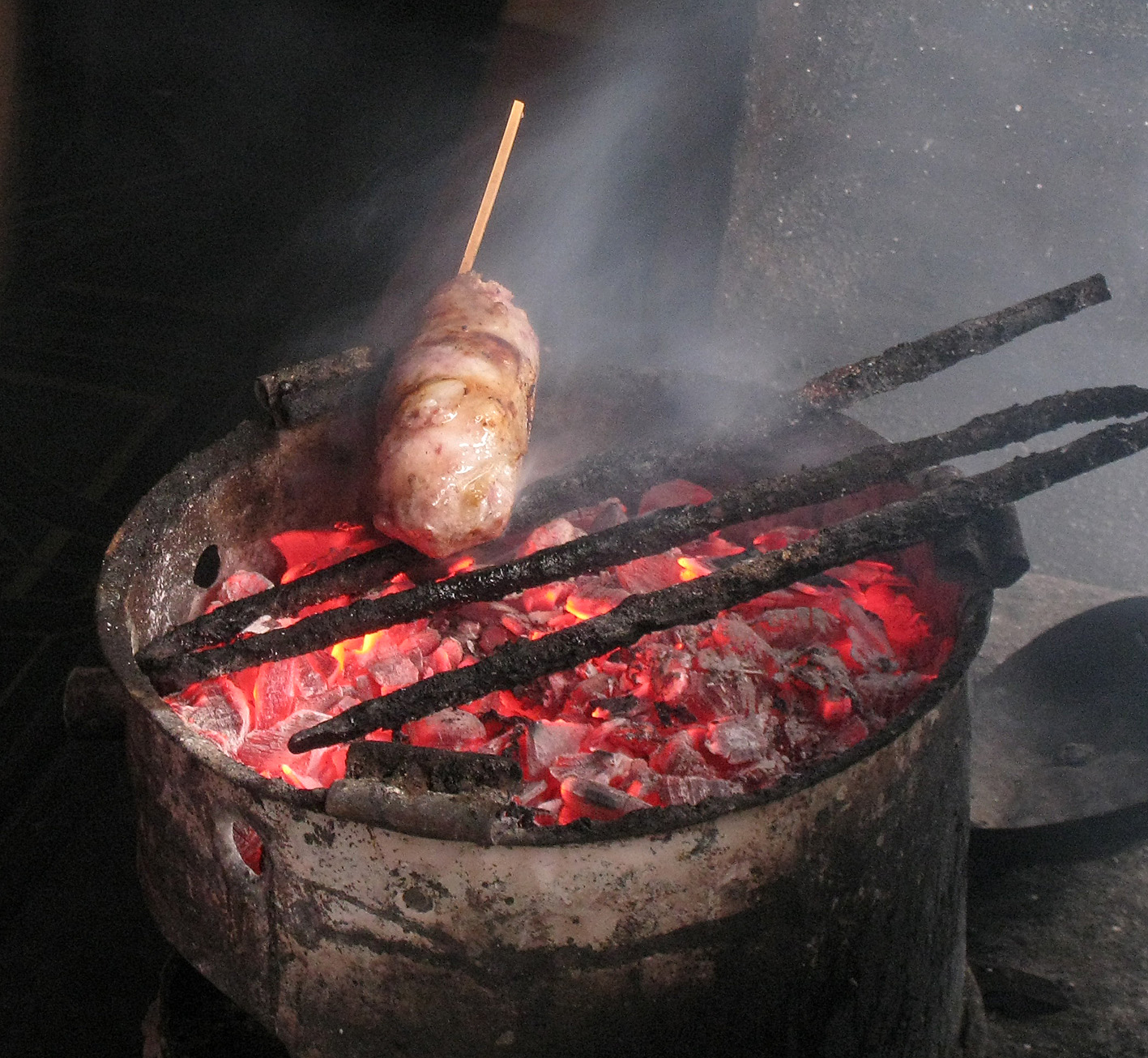
Сате-бунтел из бараньего фарша, обёрнутого сальником. Суракарта

Наибольшее количество вариаций сате характерно для Индонезии, и именно в её национальной кухне это кушанье играет особенно заметную роль. Один из наиболее известных в этой стране специалистов в области продовольствия и питания профессор университета Гаджа Мада Мурдиджати Гарджито (индон. Murdijati Gardjito) насчитывает 252 вида индонезийского сате, что, по его оценке, значительно превышает количество видов этого кушанья, существующих во всех других странах, вместе взятых. При этом, по вышеуказанным расчётам, абсолютное большинство индонезийских сате готовится из животных продуктов, а 96 % из них приходится на три наиболее популярных вида мяса и соответствующих субпродуктов: говядину (38 % рецептов), курятину (37 %) и козлятину (21 %).
В Индонезии многие из видов сате являются или, по крайней мере, изначально являлись кулинарными специалитетами каких-то местностей — территорий или конкретных населённых пунктов, иногда совсем небольших. Так, вышеупомянутый Мурдиджати Гарджито полагает, что у абсолютного большинства из установленных им рецептов — 175 из 252 — можно вполне чётко проследить происхождение и привязку к той или иной местности.
Из всех индонезийских регионов наибольшим разнообразием рецептов сате отличается Ява, родина данного блюда: в различных частях этого острова готовятся многие десятки его видов. В пределах самой Явы особое разнообразие сате характерно для центральных районов острова, где, в свою очередь, лидирующие позиции в этом плане традиционно занимает Джокьякарта: на весьма небольшой территории этого особого округа, приравненного по статусу к провинции, выявлен 21 оригинальный вид миниатюрных шашлычков. При этом Джокьякарта известна не только большим количеством разновидностей сате, но и экзотичностью сырья для многих из них. Наряду с «обычными» — козьими, говяжьими и куриными — там готовят шашлычки из конины, мяса трёхкоготной черепахи, ахатины гигантской и других улиток, а также из бараньих семенников: последние, называемые сате-торпедо, по местным поверьям, полезны для мужской половой потенции.

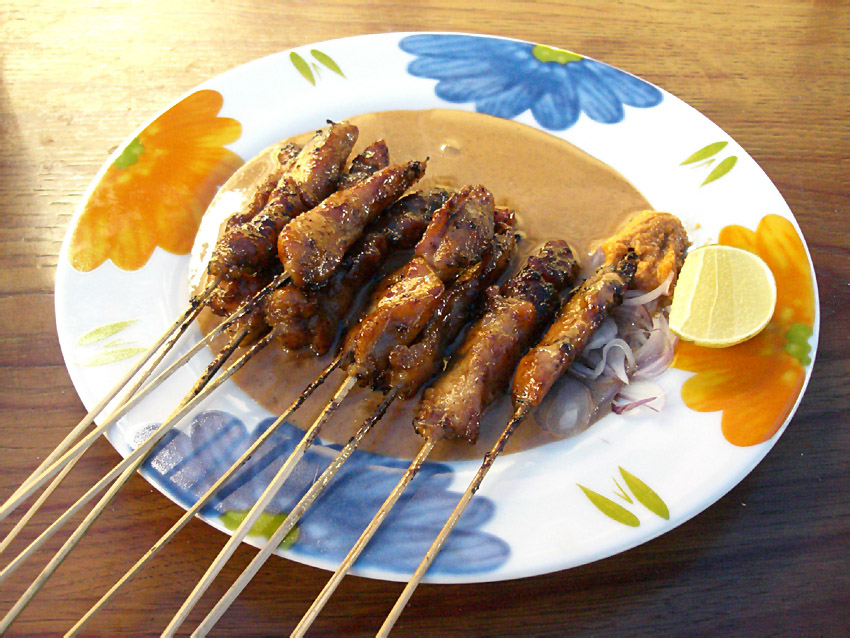
Сате по-понорогски: на шампуры нанизывается только по одному кусочку курятины продолговатой формы

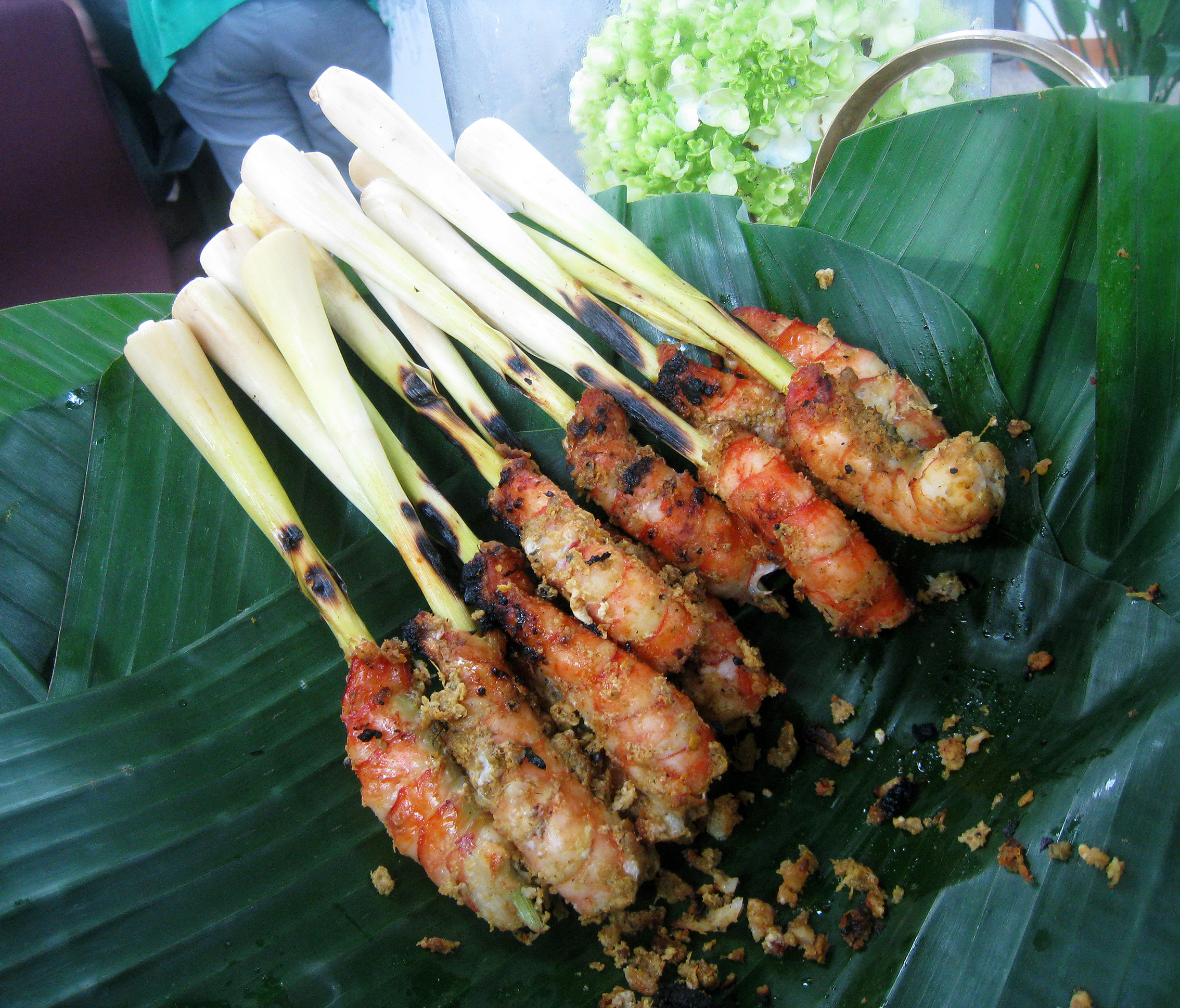
Балийский сате из креветок: в качестве шампуров используются стебли лимонного сорго

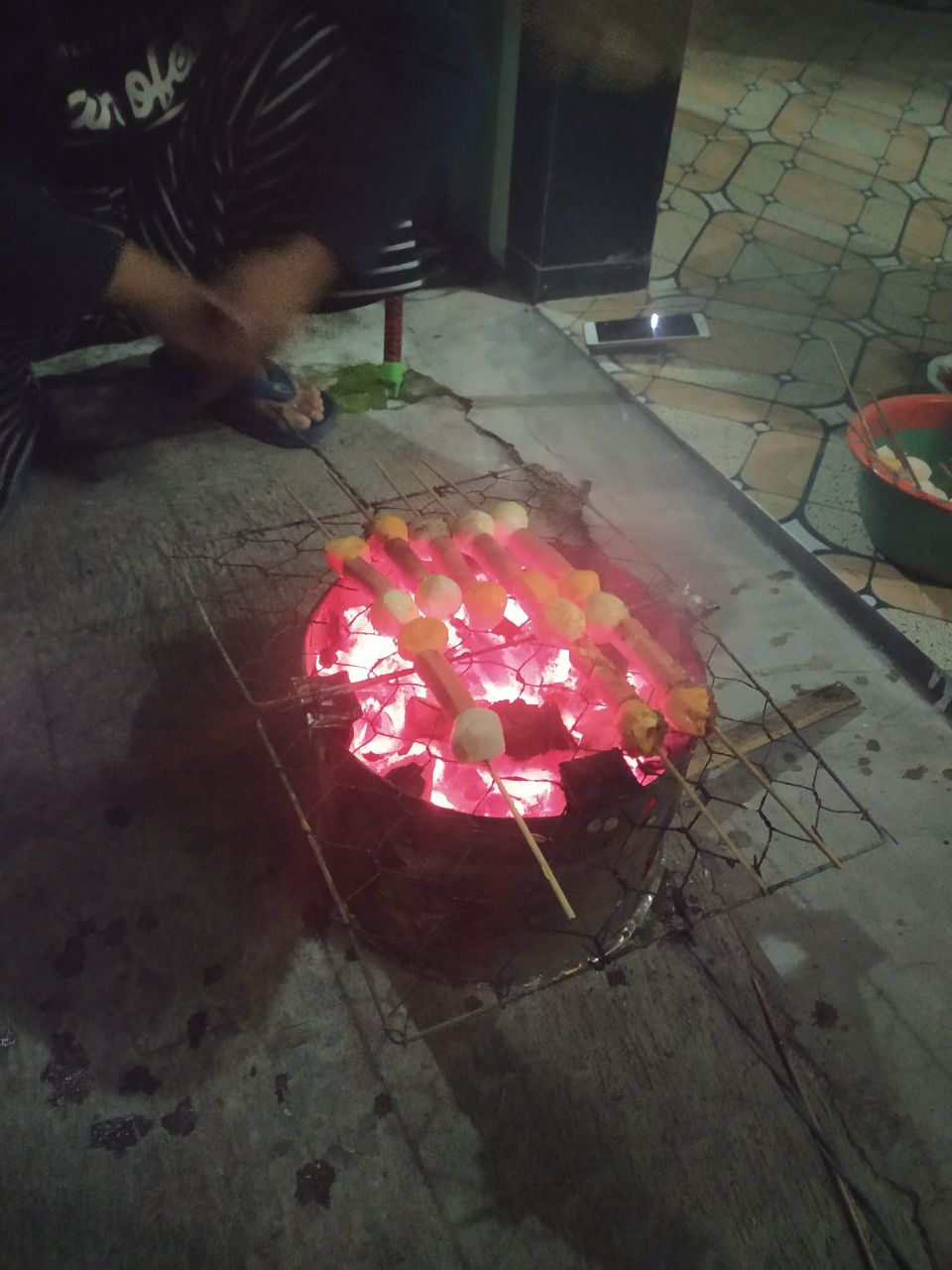
Неклассическая, современная версия индонезийского сате — из сосисок и овощей

Достаточно экзотические виды сате можно найти и во многих другим местностях Индонезии, хотя и там, как правило, наиболее популярными являются сате из «обычных» продуктов. Так, в столице страны Джакарте в числе прочих делают шашлычки из кобры и из зачаточных неснесённых яиц, извлекаемых из куриных тушек. В Бандунге на сате идёт мясо варана, в Богоре — томлёная в специях телячья кожа, в Маланге — козьи кишки, которые перед нанизыванием на шампур складывают плотной «гармошкой», в некоторых районах Бали — собачатина, в Медане и на Молукках — моллюски, в Пурвореджо — гусеницы.
Нередко особенность рецепта сате заключается не в самом исходном продукте, а в технологии его приготовления. Так, на Центральной Яве, особенно в Суракарте, популярен сате-бунте́л (индон. sate buntel, буквально — «завёрнутый сате»), изготовляемый не из цельных кусочков мяса, а из фарша, который налепляется на шпажки в виде колбасок и обматывается бараньим или козьим сальником. Уже без сальника, но также из фарша — мясного, рыбного или куриного, обычно замешиваемого с кокосовым молоком и измельчённой мякотью кокосового ореха, — часто готовят сате на Бали. В качестве шампуров для этого типа шашлычков, именуемого сате-лили́т (индон. sate lilit, буквально — «обмотанный сате»), балийцы традиционно используют стебли лимонного сорго, которые придают блюду дополнительный аромат. На Западной Суматре и на острове Флорес говядину и говяжьи субпродукты — обрезь, требуху, язык, сердце, сало — перед нанизыванием на шпажки проваривают со специями. В Пекалонгане на плоские и необычно широкие бамбуковые шампуры нанизывают только по одному тщательно отбитому кусочку говядины, после чего на острые концы шампуров натыкаются обрезки стебля таро, которые в процессе жарки придают миниатюрным отбивным особые вкус и запах.
Часто сате, являющийся кулинарным специалитетом какого-то населённого пункта, региона или народности, приобретает общенациональную известность под соответствующим названием. Так, в Индонезии широко известны сате по-мадурски (из курятины или козлятины в особом остро-сладком маринаде с добавлением толчёного арахиса); по-манггарайски (из предварительно проваренных и выдержанных в листьях папайи кусочков говядины и говяжьего сала, которые нанизываются на шампур попеременно); по-тегальски (из молодой немаринованной ягнятины, кусочки которой чередуются на шпажке с кусочками бараньего жира, печени или почек); по-понорогски (на шампуры нанизывается только по одному продолговатому кусочку курятины, которые жарятся на керамическом мангале особой конструкции); по-блорски (из крошечных кусочков курятины или куриных субпродуктов — желудков, сердечек или кожи, считающийся едва ли не самым миниатюрным видом сате).
В XXI веке в Индонезии особенно заметно проявилась тенденция к расширению числа рецептов сате, задействующих новые, нетрадиционные кулинарные технологии и продукты. В числе последних в качестве сырья для сате немалую популярность приобрели сосиски: их жарят на шпажках целиком или кусочками, в яичном кляре или в обёртке из лапши быстрого приготовления, в самых различных соусах, включая карамель. Ещё в более заметной степени инновации сказались на расширении ассортимента «вегетарианских» разновидностей сате, которые в традиционной индонезийской кухне достаточно немногочисленны. В современной индонезийской кулинарной литературе и СМИ этой страны фигурирует немалое количество шашлычков из различных грибов, овощей и даже фруктов — ананаса, банана, яблока, персика, клубники. Появились даже рецепты десертных шашлычков из фруктового ассорти, в качестве соуса к которым предлагается подавать йогурт, смешанный с мёдом.

### Малайзия и малаеязычные территории

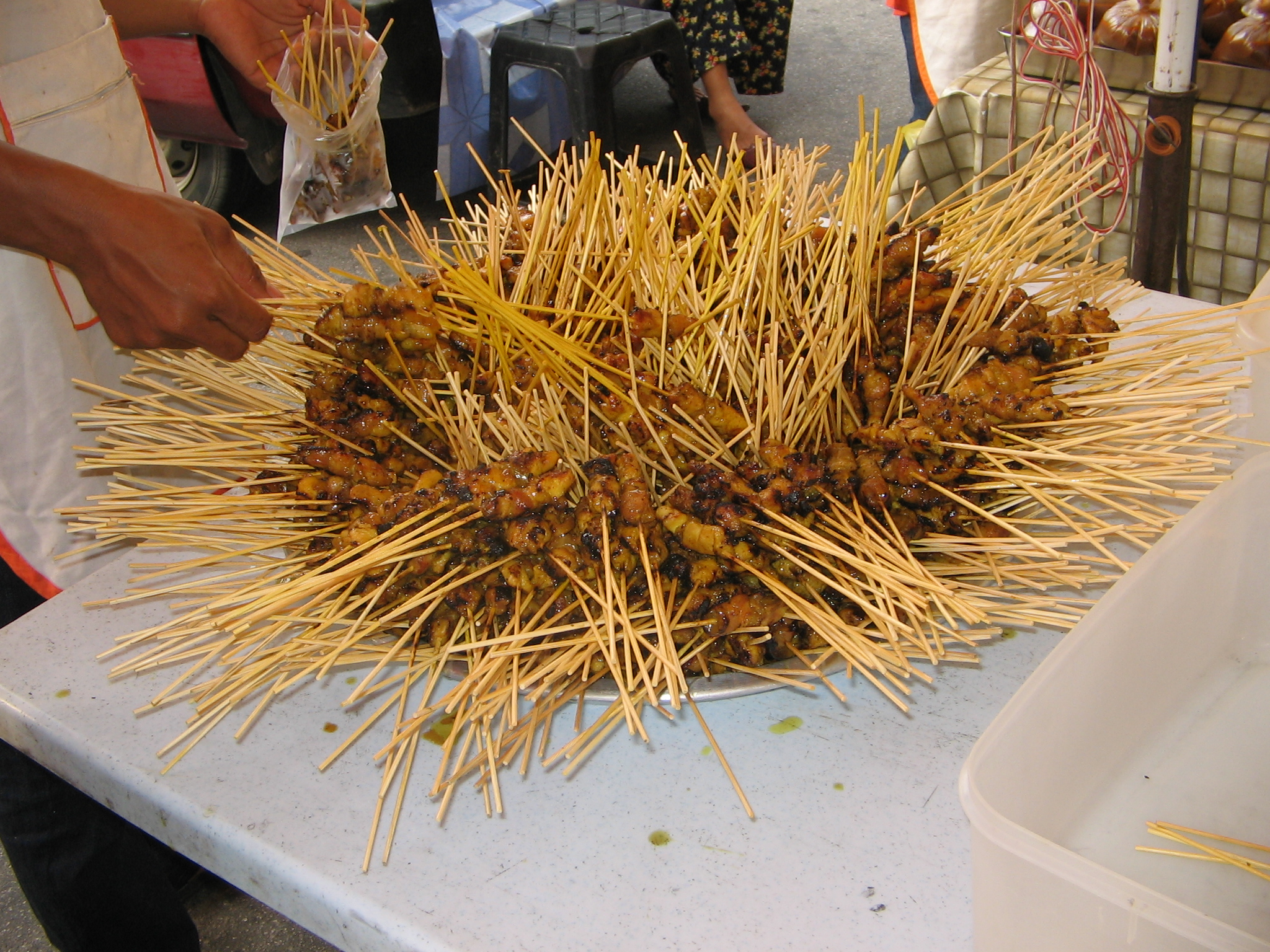
Продажа классических сате в Малайзии

В Малайзии и на территориях, значительную часть населения которых исторически составляют этнические малайцы — в Сингапуре, Брунее и южных районах Таиланда, разновидности сате хоть и не столь многообразны, как в Индонезии, однако также достаточно многочисленны. Как и в Индонезии, особой популярностью в качестве сырья для шашлычков там пользуются говядина, козлятина и курятина, причём именно на последнюю некоторые источники относят наибольшее количество видов местного сате. Кроме того, в Малайзии и, ещё в большей степени, в Сингапуре значительно чаще можно встретить в продаже свиные шашлычки, поскольку немусульманские — прежде всего, китайские — общины в этих странах составляют намного бо́льшую часть населения, нежели в Индонезии.
Особой известностью в Малайзии пользуются несколько региональных разновидностей миниатюрных шашлычков. Одна из них — сате по-каджа́нгски — обязана своим названием селангорскому городу Каджанг: шашлычки издавна играют столь значимую роль в кулинарной культуре тамошних жителей, что этот населённый пункт, находящийся в 20 км к югу от Куала-Лумпура, малайзийцы часто иносказательно называют «Городом сате» (малайск. Kota sate).

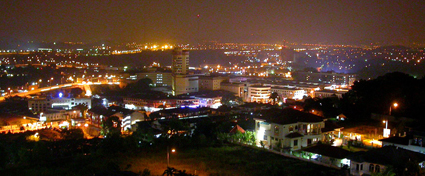
Малайзийский Каджанг, прозванный «Городом сате»

Готовить сате по-каджангски могут из самых различных продуктов — в частности, из курятины, козлятины, говядины, оленины, крольчатины и рыбы, и каких-то особых нюансов их рецептура не содержит. Их отличительными чертами являются лишь более крупная нарезка продуктов — кусочками в полтора-два раза больше, чем для большинства других видов сате, а также особый соус, который их традиционно сопровождает: эти шашлычки принято подавать с внушительной порцией смеси арахисового соуса с самбалом.
Две другие разновидности миниатюрных шашлычков, популярных в Малайзии и на сопредельных малаеязычных территориях, — сате-челу́п и сате-лок-лок — стоят особняком вообще среди всех типов сате, в связи с тем, что обе они не жарятся на углях в мангале, а варятся. Практика приготовления этих кушаний сформировалась под влиянием китайских кулинарных традиций, исторически весьма сильных в этой стране, а именно практики хого. Разница между ними состоит прежде всего в том, что сате-челуп, считающийся специалитетом штата Малакка, варят в разогретом арахисовом соусе, а сате-лок-лок, родиной которого является Тренгану, в кипятке.

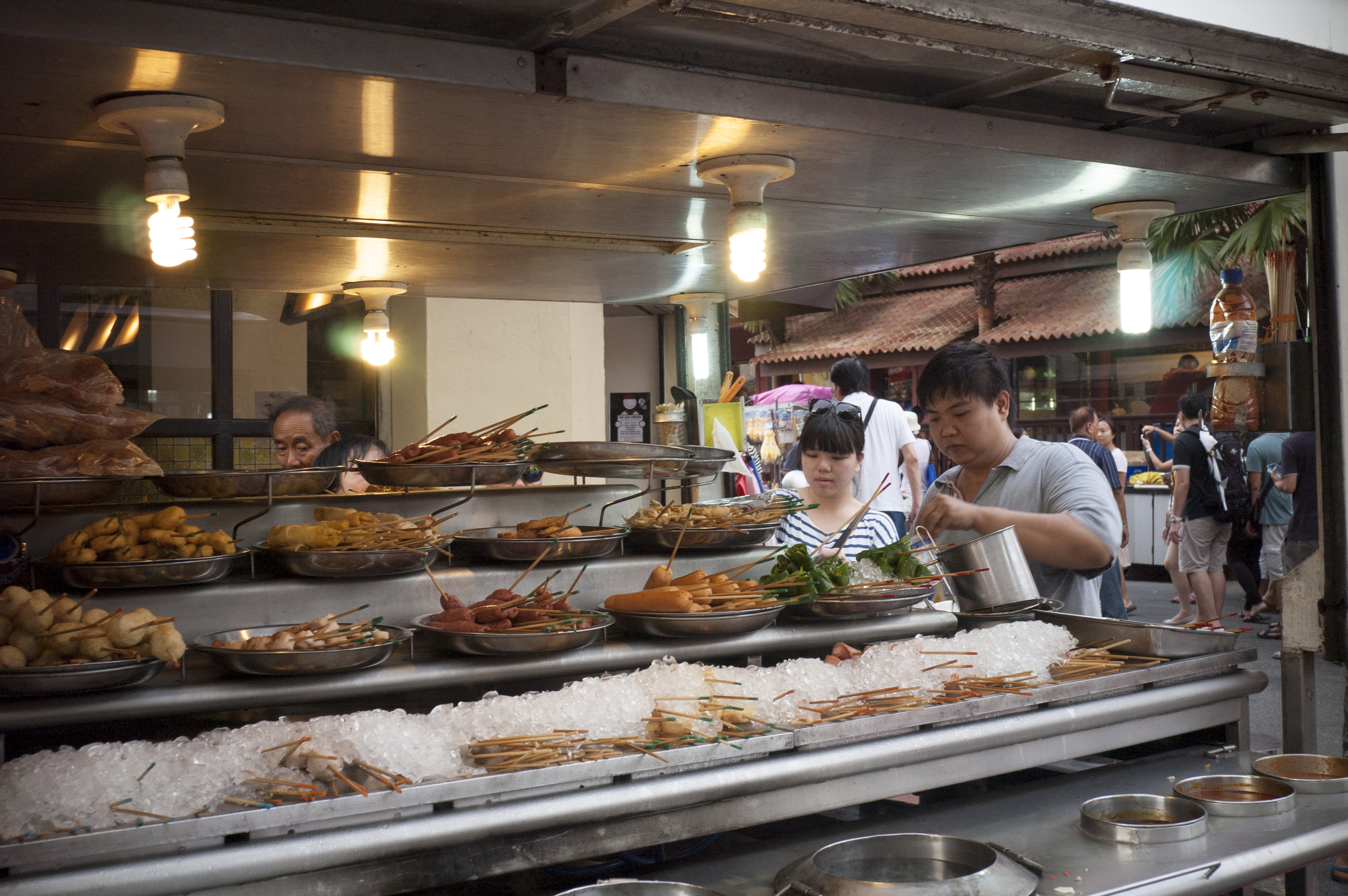
Сате-лок-лок на прилавке малайзийского ресторана

Соответственно, вариативность исходных продуктов для второго типа варёных шашлычков значительно больше: сырьём для сате-локо-лок могут служить не только различные виды мяса, птицы, морепродуктов и перепелиные яйца, как и для сате-челуп, но также фрукты и кондитерские изделия, иногда с начинкой. В различных уголках Малайзии можно встретить заведения общепита, где посетителям на выбор предлагаются различные виды сырых сате-челуп или сате-локо-лок, которые те самостоятельно варят в ёмкостях с арахисовым соусом или водой, подаваемых на столики на газовых горелках или спиртовках.
Заметной тенденцией конца XX — начала XXI веков для Малайзии, Сингапура и Брунея является достаточно быстрая популяризация индонезийских — в особенности яванских — видов сате. Это связано с постоянным присутствием в этих странах значительного количества индонезийских трудовых мигрантов, бо́льшую часть которых традиционно представляют выходцы с густонаселённой Явы. Кроме того, под влиянием практики приготовления сате происходит модификация некоторых местных блюд: так, например, брунейская национальная поджарка из мелко нарезанных говяжьих или буйволиных лёгких ха́ти-буя́х (малайск. hati buyah), которая по традиционному рецепту готовится без применения шампуров, теперь иногда перед жаркой нанизывается на шпажки и на них же подаётся.

### Филиппины

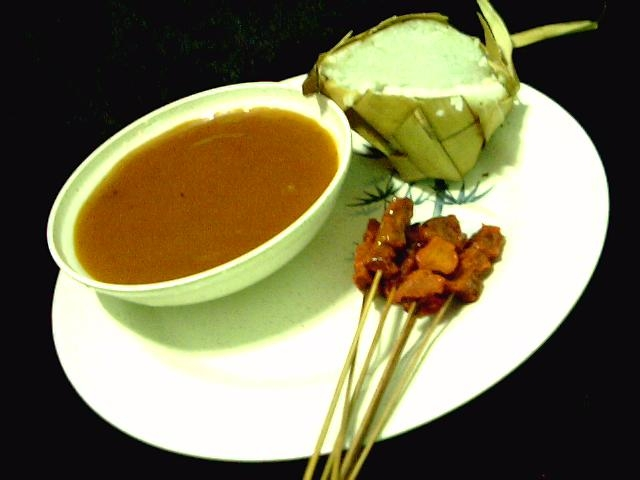
Порция филиппинских сатти, поданная с кетупатом

Сатти — филиппинская версия сате — имеет не так много разновидностей. Основным сырьём для него служат курятина и говядина, а также говяжья печень — другие субпродукты используются крайне редко. Для проживающего в юго-западных регионах Филиппин мусульманского меньшинства, среди которого прежде всего и популярны миниатюрные шашлычки, их свиной вариант табуирован, однако свиные сатти нередко готовятся филиппинцами-христианами на Минданао и некоторых близлежащих островах. Не используются для сатти ни растительные, ни какие-либо «экзотические» животные продукты. Сочетание различных продуктов в одном шашлычке также не практикуется.
Отличительной чертой филиппинских сатти является их короткий размер. При том что мясо, курятина или субпродукты для них нарезаются такими же по объёму кусочками, как для индонезийского или малайзийского сате, на шпажку их нанизывают обычно только по три штуки, тогда как в Индонезии или Малайзии три кусочка являются лишь минимальным вариантом, а чаще их насаживают по четыре-шесть на шпажку. В результате совокупная длина кусочков сатти редко превышает 7—8 сантиметров, и занимают они, соответственно, не более четверти протяжённости шампура. Кроме того, кусочки сатти имеют, как правило, заметно приплюснутую форму.
Маринование сырья для сатти осуществляется обычно всухую: продукт обсыпается солью и смесью измельчённых специй. Среди последних традиционно используются различные виды красного перца, чеснок, куркума длинная, порошковая смесь карри. Нередко в ход идут кориандр, лимонное сорго, а также семена аннато. При использовании последних мясо и, особенно, курятина приобретают ярко-красный цвет, который сохраняется и в готовом виде.
Другие существенные особенности филиппинских сатти заключаются в их подаче, сопровождающих их традиционных соусах и гарнирах (подробнее — ниже в разделе «Подача»).

### Нидерланды

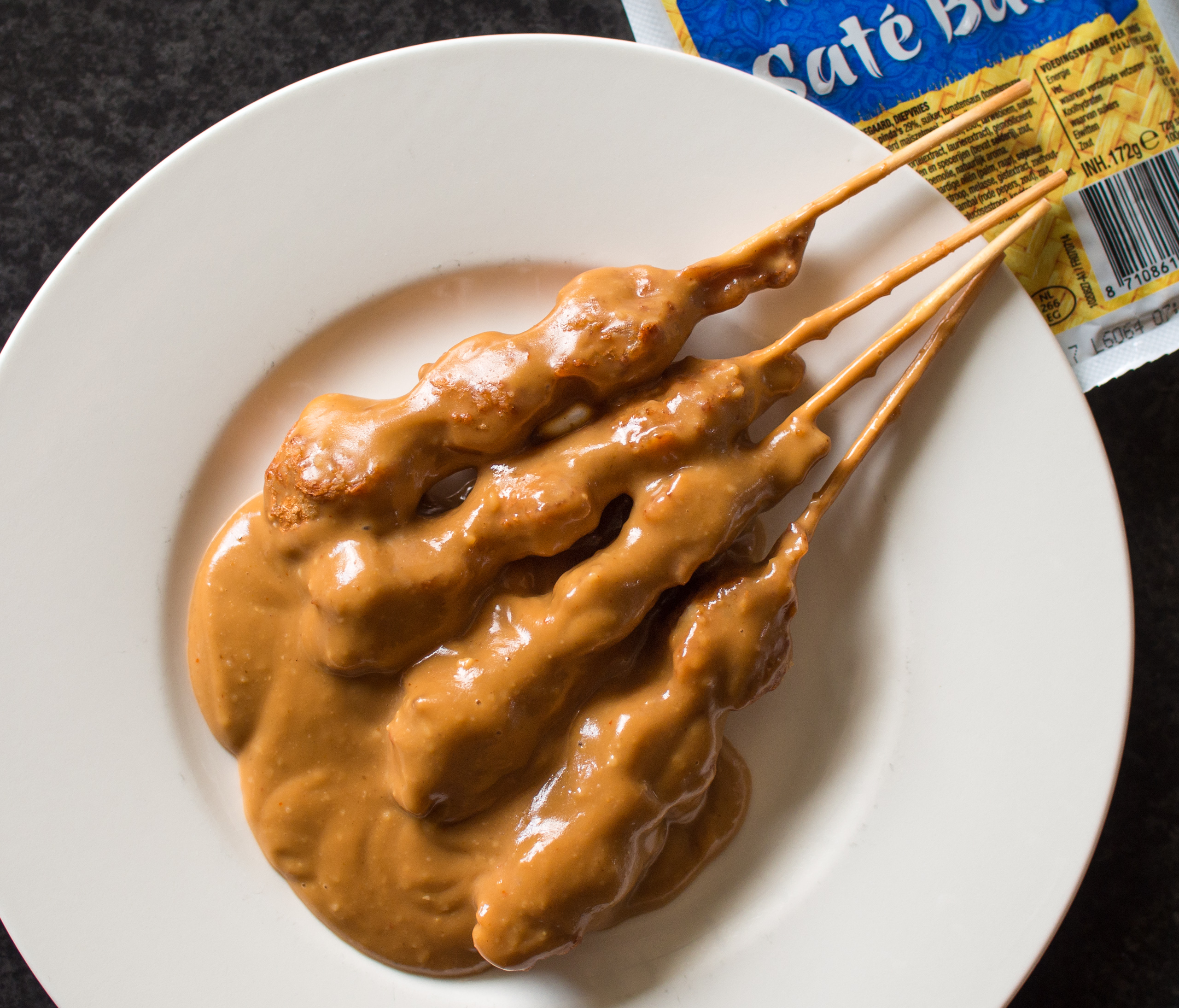
Свиной сате, приготовленный из магазинного полуфабриката. Нидерланды

В Нидерландах сате является одним из наиболее популярных среди немалого числа блюд, заимствованных в Индонезии, которую голландцы колонизировали с конца XVI по середину XX века. Оно стало важнейшим элементом сложившейся в колониальный период и сохранившейся позднее особой кухни, сочетающей как индонезийские, так и европейские элементы и известной как ост-индская кухня, а со временем вошло и в обычную нидерландскую кухню — как домашнюю, так и ресторанную. Кроме того, сате в Нидерландах часто продаётся в продовольственных магазинах как полуфабрикат. Дополнительным фактором популярности сате в этой стране является проживание там внушительной общины выходцев из Индонезии, которые по состоянию на начало XXI века составляют не менее 2 % нидерландского населения.
Большим разнообразием сате в Нидерландах не отличаются: там в ходу преимущественно куриные и свиные шашлычки. Последние пользуются широкой популярностью не только среди голландцев, но и среди индонезийских иммигрантов и их потомков, поскольку бо́льшая их часть исповедует христианство. Готовятся сате и из козлятины — главным образом, в этнических индонезийских ресторанах, а также в семьях индонезийского и смешанного голландско-индонезийского происхождения.

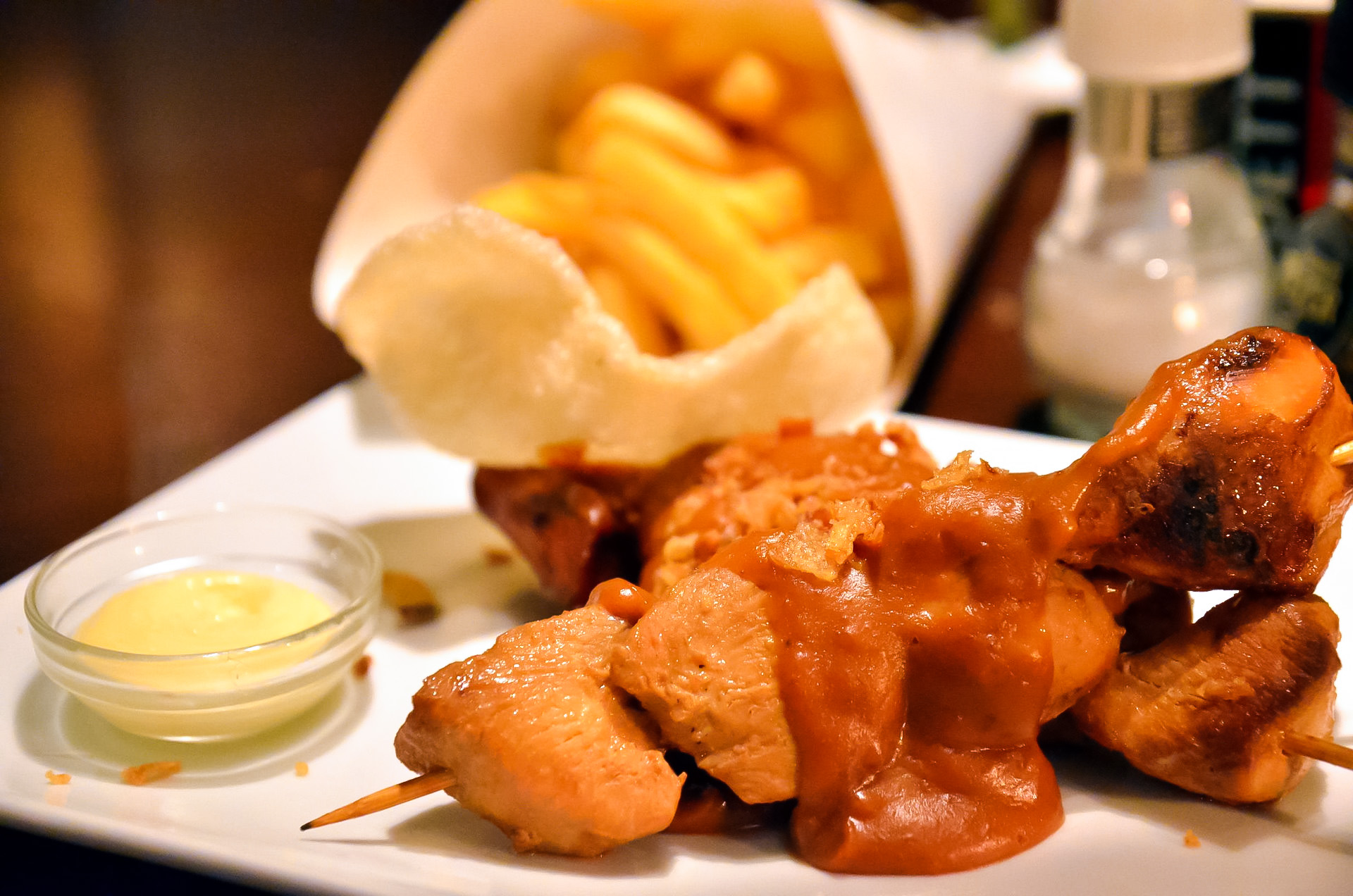
Сате, поданный в ресторане с крупуком и картофелем фри. Нидерланды

Важной отличительной чертой большинства рецептов сате, которые в ходу в Нидерландах, является использование меньшего объёма и значительно меньшей номенклатуры специй, нежели принято в Индонезии и Юго-Восточной Азии вообще. Кроме того, для приготовления шашлычков там намного чаще, чем в странах указанного региона, используются такие современные приспособления, как ростеры и закрытые грили, в том числе электрические и газовые.
Сате оказало заметное влияние на нидерландские кулинарные традиции. Это выразилось прежде всего в модификации рецептов ряда исконных голландских кушаний и появлении своего рода блюд-гибридов с соответствующими макароническими названиями. Так, на основе традиционного голландского картофельного крокета возник сатекрокет (нидерл. satekroket): это изделие, подобно сате, имеет вытянутую форму, а его начинка сдабривается тем набором специй, который обычно используется при приготовлении сате. Ещё одним подобным гибридом стал вариант подачи популярного в Нидерландах картофеля фри: его порция, залитая арахисовым соусом со специями — тем, который чаще всего подают к сате, получила устойчивое название картофельный сате (нидерл. patat sate).

## Подача и употребление

### Соусы

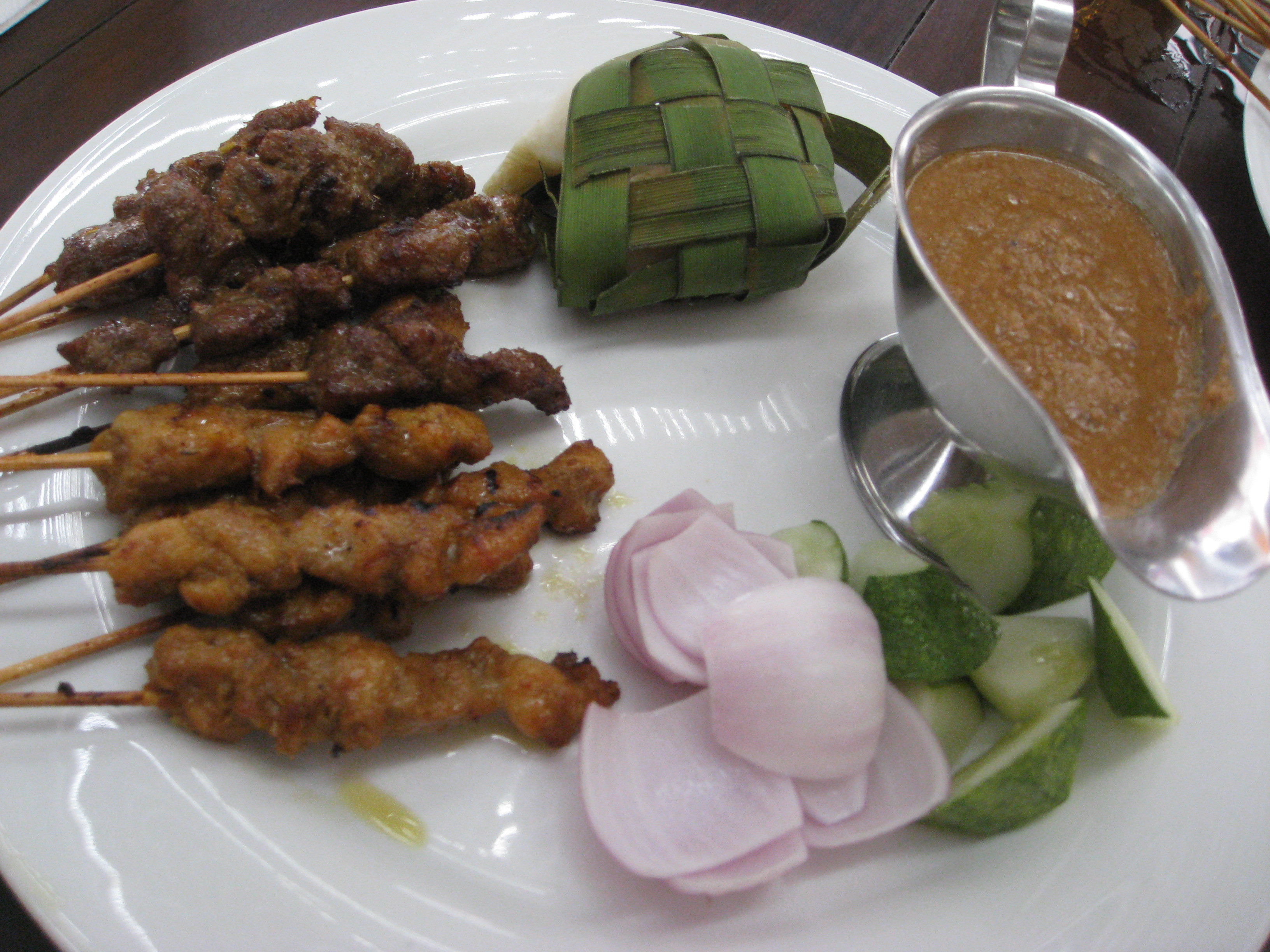
Сате из курицы и говядины с арахисовым соусом. На гарнир поданы кетупат, репчатый лук и огурец

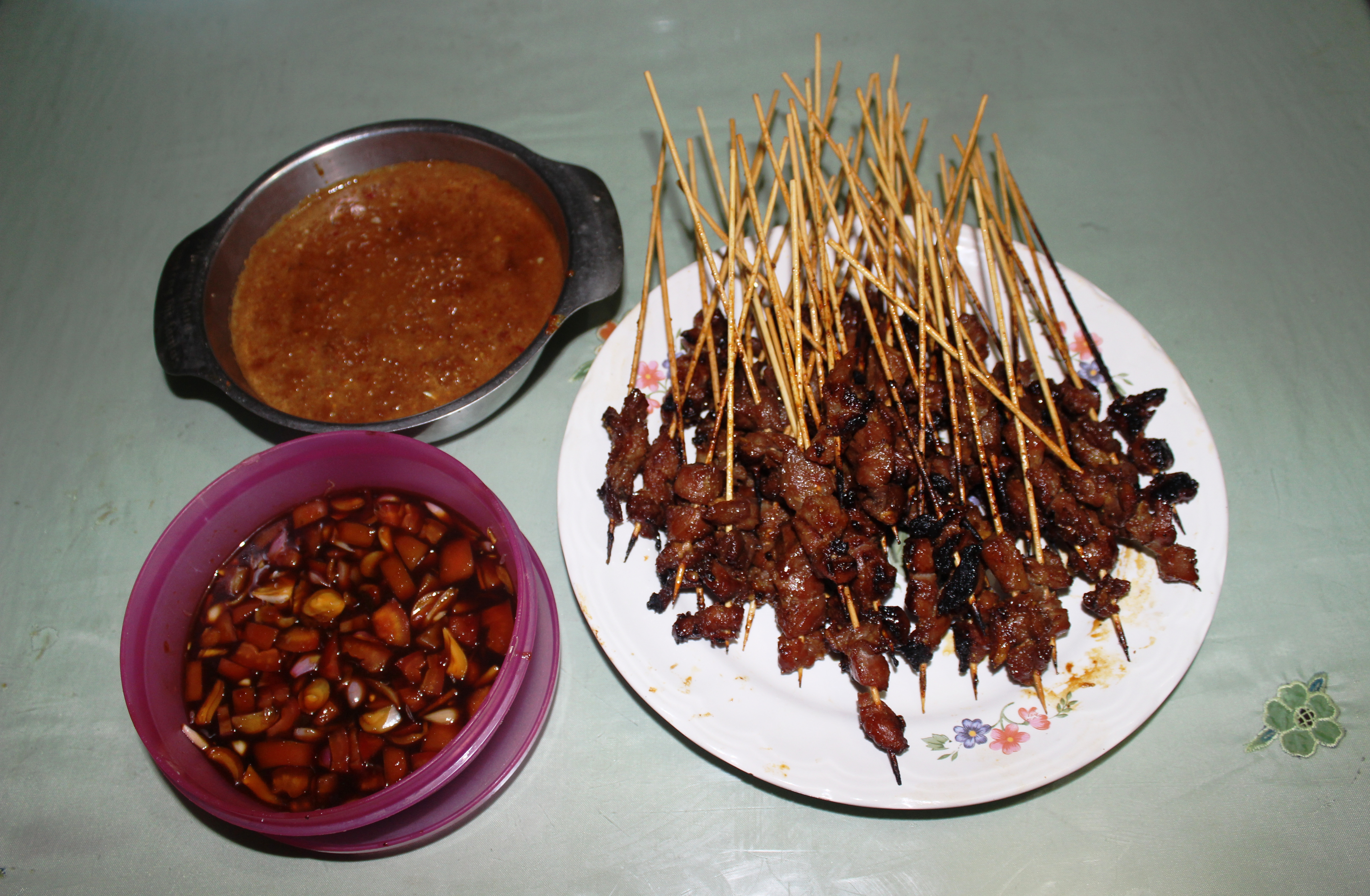
Говяжий сате, поданный с двумя соусами: арахисовым и соевым с добавлением острого перца и чеснока

Полноценная подача сате подразумевает его сопровождение соусами, которые обычно подаются в отдельной ёмкости для макания туда шампуров с шашлычками или, реже, сразу выливаются на порцию шашлычков. Без соуса принято есть лишь очень редкие виды этого кушанья, например, сулавесийский сате-тамбули́нас, к которому традиционно подают только кусочек лайма.
Соусы, сопровождающие сате, почти столь же разнообразны, как и сами миниатюрные шашлычки, — опять же, особенно в индонезийской кухне. В то же время, при всём их многообразии, существует один — арахисовый соус, который подают с большинством видов сате как в странах Юго-Восточной Азии, так и в Нидерландах: в последних он даже так и называется — соус для сате (нидерл. satesaus). Этот соус, основой которого служит измельчённый арахис, жаренный в арахисовом масле, представляет собой более или менее густую жидкость, имеющую различные оттенки коричневого цвета. В разных местностях Индонезии, Малайзии и Южного Таиланда, где арахисовый соус вообще пользуется очень широкой популярностью и подаётся ко многим блюдам, помимо сате, его готовят с многообразными нюансами: в арахисовую массу при прожарке могут добавлять соевый соус либо кокосовое молоко, сок лайма или лимона, кокосовый или пальмовый сахар, чеснок, лук-шалот, красный перец, кориандр, тамаринд и многие другие специи. Кроме того, уже готовый арахисовый соус непосредственно перед подачей может пополняться различными дополнительными ингредиентами. Так, например, в арахисовый соус, который принято подавать к малайским сате по-каджангски, добавляется большое количество самбала — пасты на основе красного перца. Арахисовый же соус, используемый в Нидерландах, имеет немного более жидкую консистенцию, чем его индонезийские и малайзийские аналоги, — за счёт большей доли масла и меньшей доли арахисовых зёрен.
Ко многим видам сате традиционно подают соевый соус: специалисты ставят его на второе место по популярности среди приправ, сопровождающих миниатюрные шашлычки. Если в Малайзии, Сингапуре и Брунее в ходу в основном обычный для большинства восточноазиатских стран солоноватый соевый соус, то в Индонезии — прежде всего сладкий и более густой его вариант, который готовится с применением пальмового или кокосового сахара. Очень часто в соевый соус, сопровождающий сате, добавляют мелко нарезанный острый стручковый перец, чеснок либо же самбал. Последний, который также имеет множество вариаций в плане консистенции и дополнительных добавок — среди его ингредиентов могут быть сахар, томат, сок лайма, измельчённый чеснок, лук, тамаринд, имбирь или креветочная паста, нередко и сам по себе служит приправой к сате.

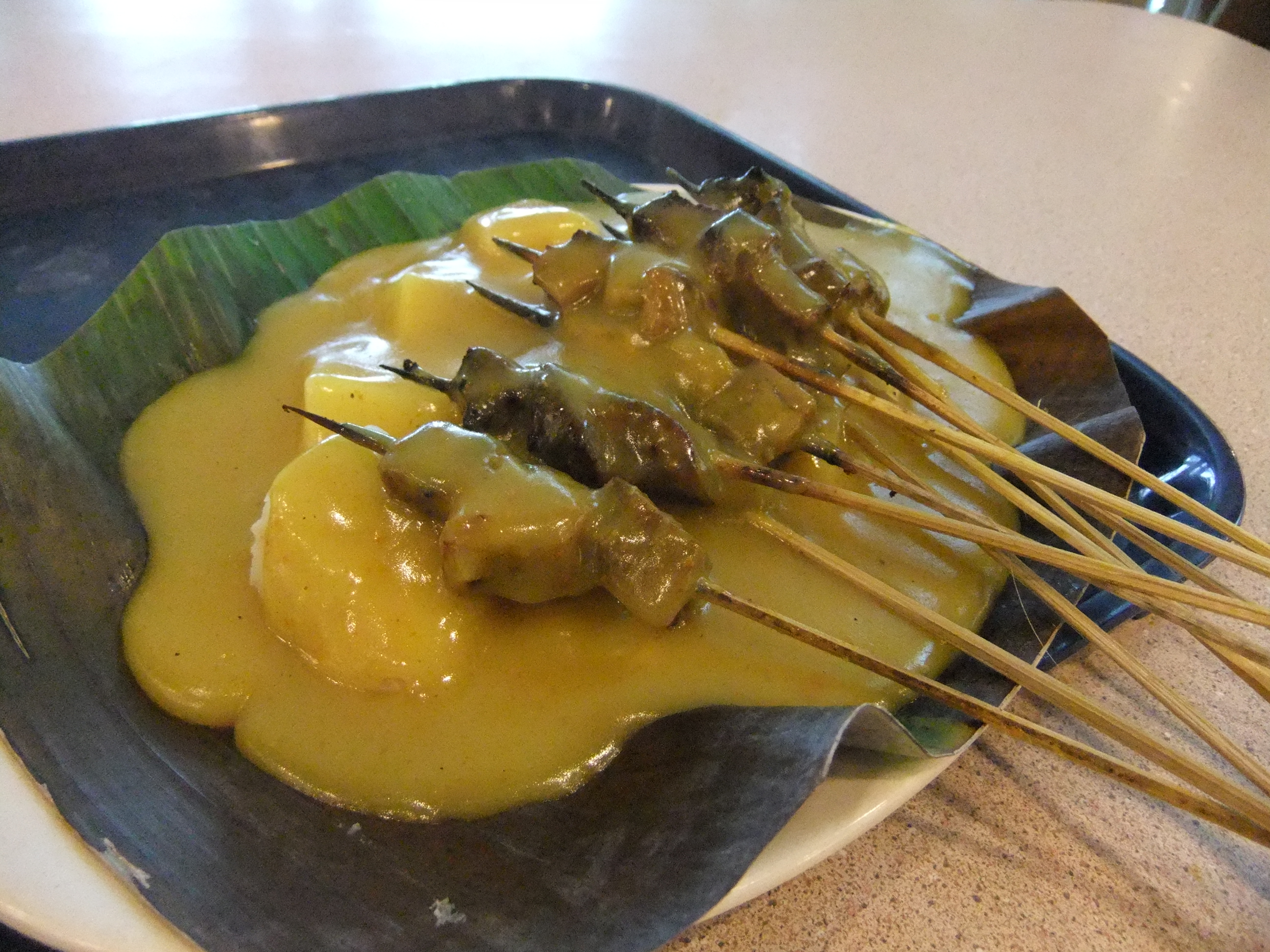
с особым пряным соусом на основе загущённого мукой бульона

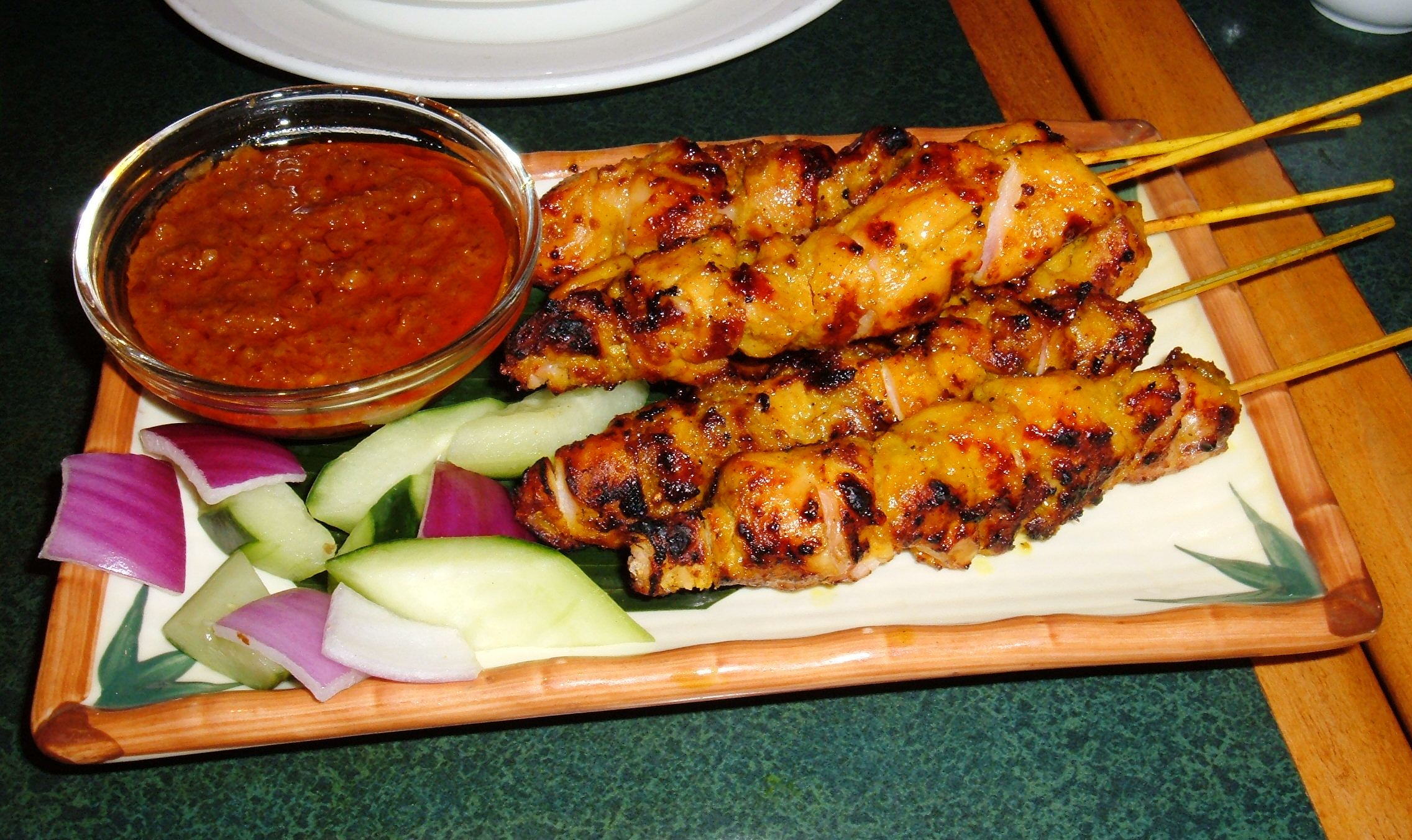
Куриный сате с самбалом

Некоторые местные специалитеты сате предусматривают употребление особых, иногда достаточно сложных соусов. Так, на Ломбоке к шашлычкам часто подаётся кокосовое молоко с измельчённым красным перцем и пряностями, а на Южном Сулавеси — густой острый соус на основе мякоти карамболы. Сате по-амбальски, родиной которого является район Амба́л в провинции Центральная Ява, традиционно сопровождает кашица из толчёного тофу, лука-шалота, чеснока и красного перца.
Соус для сате по-падангски готовится на основе загущённого рисовой мукой говяжьего бульона с добавлением куркумы, красного перца, зиры, калганного корня, имбиря и других специй. При этом он существует в двух «цветовых» разновидностях, которые, соответственно, являются кулинарными специалитетами двух разных западносуматранских городов — Падангпанджанга и Париамана. Первая имеет различные оттенки жёлтого за счёт обильного использования куркумы, а вторая приобретает красноватый цвет благодаря тому, что её главным ингредиентом является перец чили. При этом заметным отличием сате по-падангски от большинства других видов сате является то, что соус к нему не подаётся в отдельной посуде, а сразу выливается на порцию шашлычков, выложенную на тарелку.
Также на основе куриного бульона — последние десятилетия в основном с использованием бульонных кубиков — готовят сложный, многокомпонентный соус к микро-шашлычкам на юго-западе Филиппин. Его традиционными ингредиентами являются кокосовое молоко, мякоть томата, креветочная паста, корень таро, репчатый лук, пальмовый сахар, арахисовое масло, мука или крахмал, которые добавляются для загущения, а также набор из десятка или даже большего количества специй, в который чаще всего входят красный перец, имбирь, куркума, семена аннато, лимонное сорго и порошок карри. Весьма своеобразной является и сама подача к сатти этого соуса, представляющего собой густую полупрозрачную жидкость красноватого или оранжевого цвета с весьма сильным пряным ароматом. Если во всех других странах приправа к сате подаётся в достаточно небольших блюдечках или соусниках из расчёта не более нескольких столовых ложек на порцию, то на Филиппинах порцию из нескольких шпажек сатти обычно сопровождает внушительная глубокая миска, почти доверху наполненная подливкой. При этом сами шашлычки там принято выкладывать поверх соуса, в результате чего они часто тонут в миске, оставляя над поверхностью только кончики шампуров.

### Гарниры

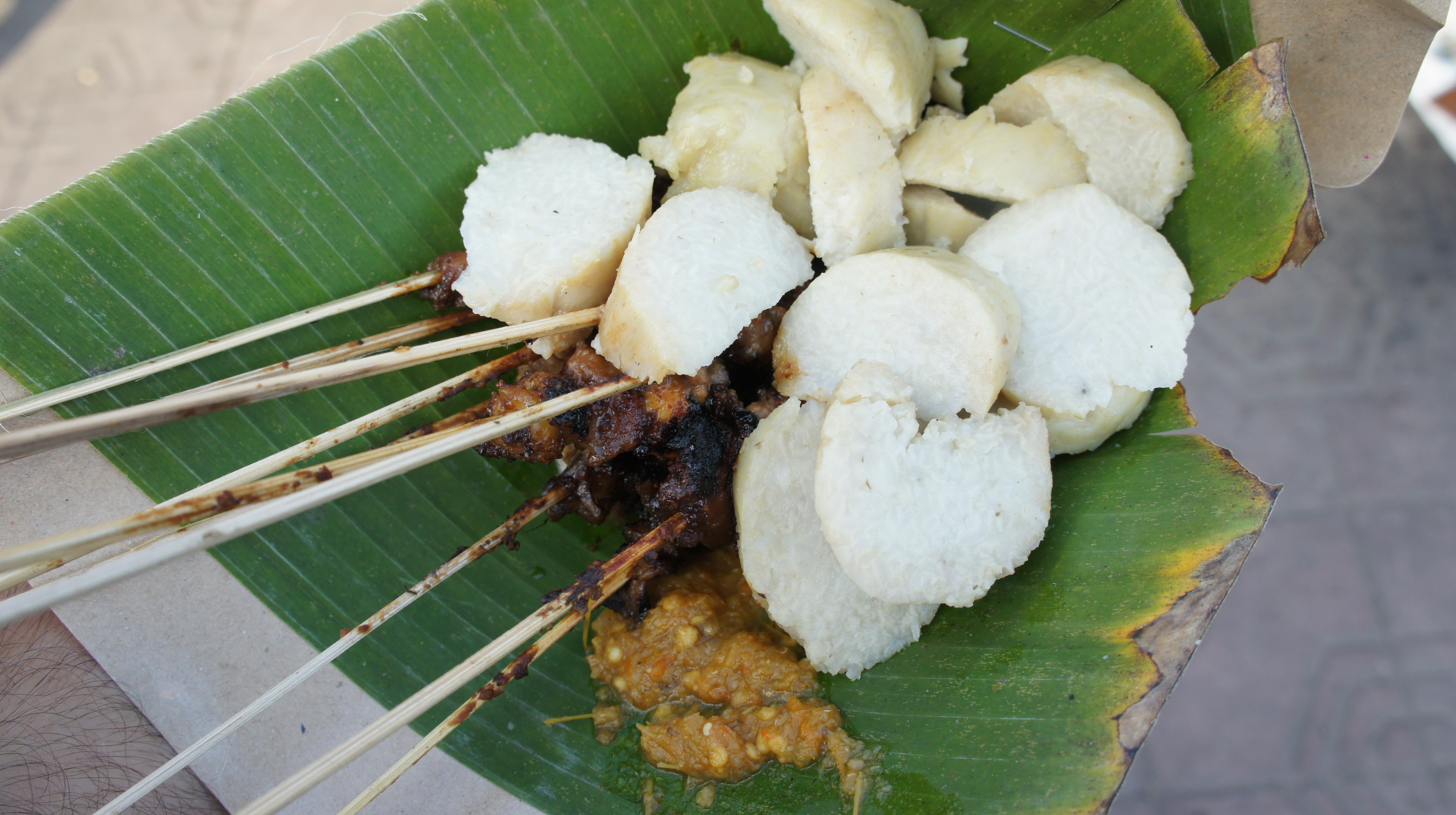
Сате с лонтонгом, нарезанным на кусочки

Сате, по возможности, употребляется в пищу горячим, как можно скорее после жарки. Миниатюрные шашлычки обычно подаются как отдельное самостоятельное блюдо, которое может сопровождаться гарниром — иногда совсем небольшим, почти символическим, в иных случаях весьма существенным, порой состоящим из нескольких компонентов.
Очень часто к сате подают небольшую порцию овощей — сырых или мочёных. В Индонезии это, как правило, несколько не смешанных между собой ломтиков огурца и помидора, листов латука или пёрышек лука-шалота либо же одна-две столовые ложки ачара — индонезийской разновидности пикулей. В Малайзии таким лёгким овощным гарниром может служить традиционный местный салат без заправки — кера́бу (малайск. kerabu), который обычно представляет собой смесь из трёх-четырёх ингредиентов: чаще сырых, реже мочёных или варёных. В его состав могут входить огурцы, латук, вигна, стручковая фасоль, водный шпинат, бок-чой, репчатый или зелёный лук, капуста, паприка, горец малый, ростки бамбука или пророщенный маш. На Филиппинах подобные овощные гарниры не приняты, однако нередко к порции сатти подают стручок красного перца, обжаренный на шампуре.
Наряду с сырыми, мочёными или варёными овощами, а нередко и без них к сате повсеместно подают рис либо же те или иные изделия из риса. В Индонезии к шашлычкам обычно добавляют плотную горку обычного варёного риса, реже — лонтонг или кетупат, два вида традиционных для Малайского архипелага рисовых брикетов, которые варятся в облатке из пальмовых листьев. Первый из них, изготовляемый в продолговатом рулоне из цельных листьев, приобретает форму колбаски; второй, оборачиваемый перед варкой оплёткой из узких полосок листа, — прямоугольника. При подаче к сате их обычно разворачивают и нарезают небольшими кусочками, которые укладывают рядом с порцией шашлычков или, реже, поверх неё. В Малайзии, напротив, гарниром к сате чаще служит не простой рис, а кетупат либо же на́си-импи́т (малайск. nasi impit) — спрессованный под гнётом варёный рис, который также обычно нарезается кубиками. На Филиппинах почти во всех случаях к сатти подаётся кетупат, который у разных народов этой страны носит различные названия: «патупа́т» (капам. patupat), «та́му» (сулу ta’mu), «пу́со» (себ. pusô) и др. Разрезанный на несколько крупных кусков, его погружают в глубокую миску с соусом вместе с сатти. В Нидерландах обычно практикуется либо индонезийский вариант гарнирного сопровождения сате — с рисом и небольшой порцией сырых овощей или пикулей, либо же европеизированный — с картофелем фри.
Своеобразная подача сате нередко практикуется на Яве: там миниатюрные шашлычки могут служить не только отдельным самостоятельным блюдом, но и добавкой к другим популярным специалитетам местной кухни — к наси-горенгу и, реже, к бубур-аяму. На тарелку рядом с горкой наси-горенга или непосредственно поверх неё либо же на край миски, наполненной бубур-аямом, кладут две-три шпажки сате. В случае с наси-горенгом подобная «дополненная» подача, в которую, помимо сате, обычно входит ещё яичница или омлет из одного яйца, ачар, крупук, сырые овощи, а иногда и другие добавки, часто называется «специальный наси-горенг» (индон. nasi goreng spesial) либо «особый наси-горенг» (индон. nasi goreng istimewa).

### В домашней, ресторанной и уличной кухне

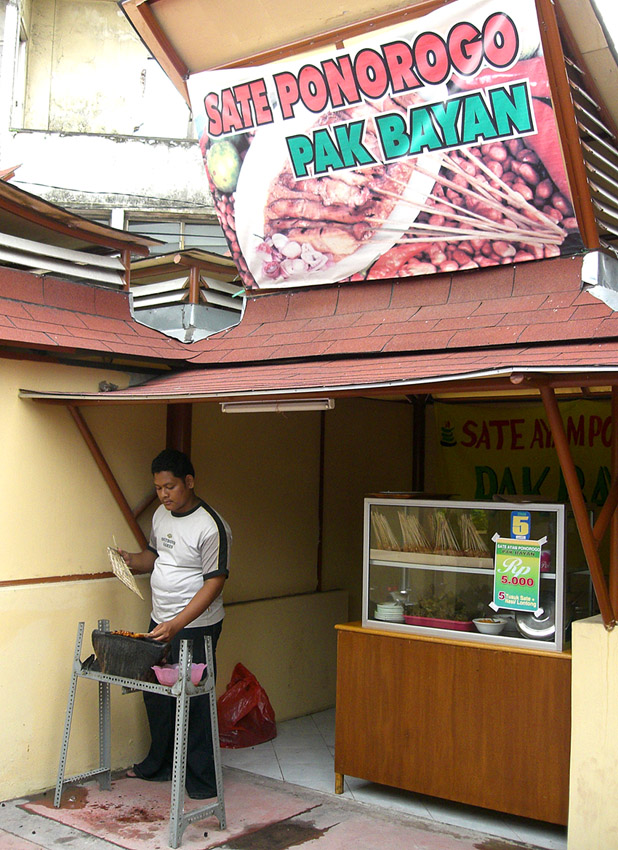
Небольшая шашлычная, специализирующаяся на сате по-понорогски. Сурабая

Во всех странах, где популярно сате, его часто готовят дома. Традиционная жарка шашлычков — на углях — практикуется преимущественно в условиях сельского быта или частного домовладения, которые позволяют разжигать мангал на открытом воздухе. В городских квартирах используются либо угольные мангалы самого небольшого размера, которые обычно устанавливают на подоконник у открытого окна, либо, всё чаще, закрытые грили, электрические и газовые жаровни различных конструкций.
Не меньшим спросом это кушанье пользуется в заведениях общественного питания всех уровней — от деревенских харчевен, размещающихся под матерчатыми навесами, до столичных ресторанов самого высокого класса. В городах и деревнях юго-западных Филиппин едва ли не основным видом заведений общественного питания являются сатти-хаусы (англ. satti house), основное меню которых составляют мини-шашлычки с традиционным гарниром. В Малайзии и Индонезии же существуют не только многочисленные отдельные рестораны, но и достаточно разветвлённые ресторанные сети, специализирующиеся исключительно на сате: например, Sate Kajang Haji Samuri в первой из этих стран и Sate Khas Senayan во второй. Сате является весьма популярным банкетным и фуршетным блюдом, а также одной из наиболее распространённых составляющих рийстафеля — комплексного обеда наподобие шведского стола, введённого в обиход голландцами в период их владычества в Индонезии, а затем вошедшего в нидерландскую и, в значительно меньшей степени, в индонезийскую ресторанную практику. Кроме того, миниатюрные шашлычки нередко включаются в меню бортового питания на рейсах авиакомпаний тех стран, где популярно это блюдо.

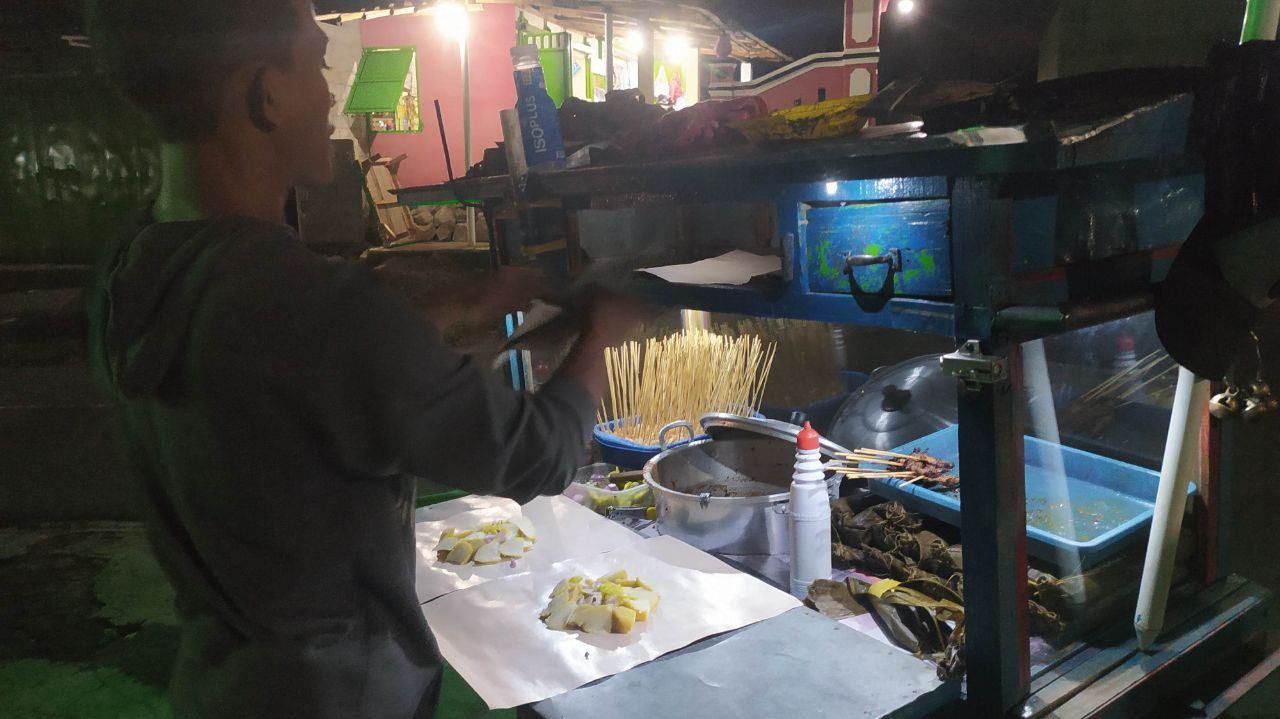
Уличный продавец сате. Индонезия

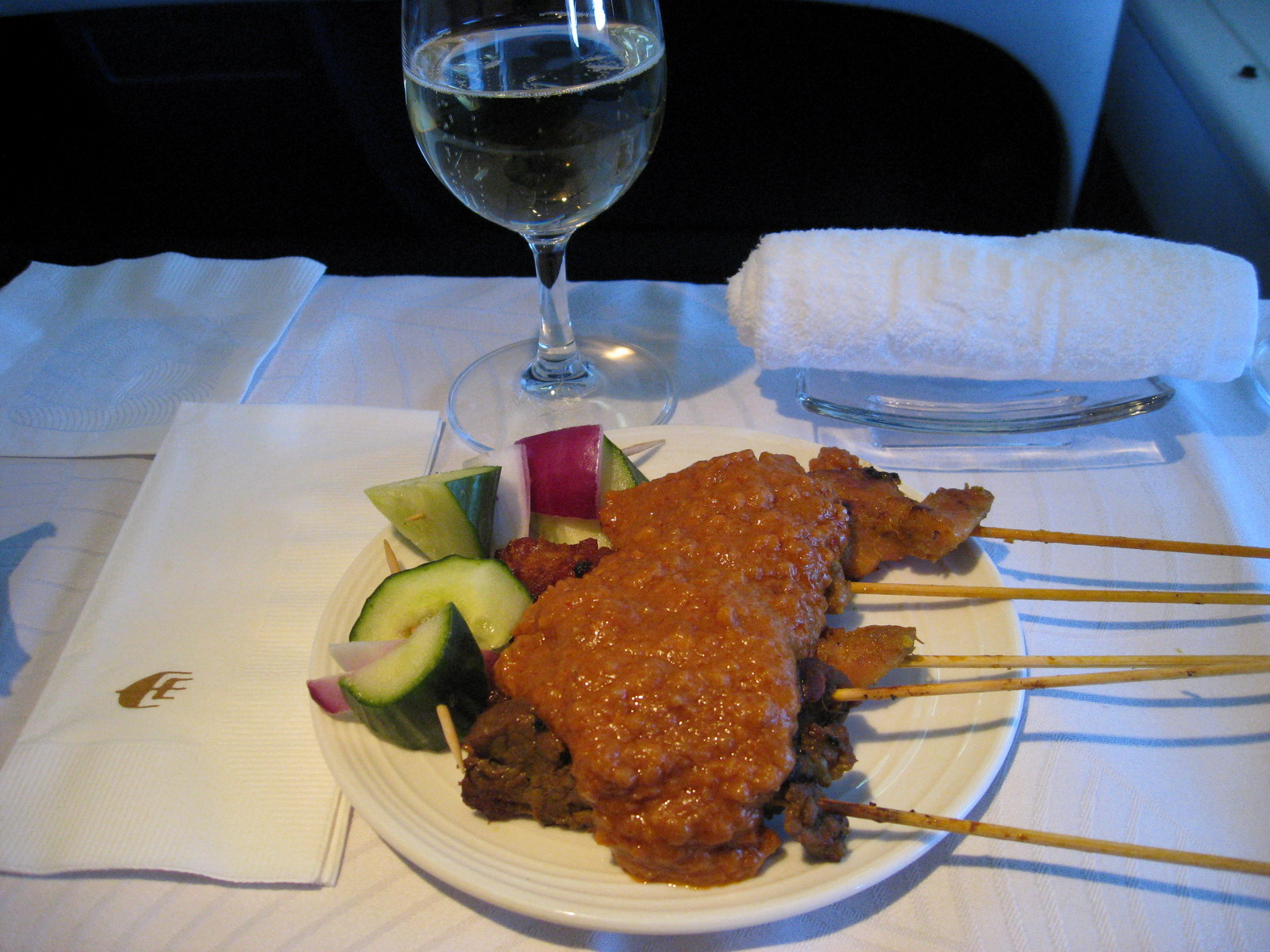
Сате, поданный на борту самолёта авиакомпании Malaysia Airlines

Однако наиболее заметную роль сате играет в уличной кухне. В Индонезии, Малайзии, Сингапуре, Брунее, а также в соответствующих регионах Таиланда и Филиппин миниатюрные шашлычки повсеместно продаются на традиционных рынках, а также с лотков и тележек торговцев, промышляющих в людных местах. В крупных городах некоторые из подобных мест на протяжении многих лет пользуются широкой общественной известностью именно как центры уличной продажи сате. Так, в Сингапуре более полувека — с конца 1940-х по середину 2000-х годов — существовал район сосредоточения уличных шашлычников, который со временем приобрёл название Satay Club и статус туристической достопримечательности. Во всех упомянутых странах сате очень часто готовится в ходе пикников, народных гуляний, семейных, общинных и корпоративных мероприятий, проводимых на открытом воздухе.
Как правило, порция сате состоит из нескольких шпажек: в ресторанной и уличной кухне их могут отпускать поштучно либо по десятку, по пяти штукам, дюжине или полудюжине. Иногда в традиционных харчевнях при больших заказах во избежание ошибок расчёт производится по количеству опустошённых шампуров, оставшихся после еды: в этих случаях посетителей просят не выбрасывать шпажки, и с их стороны хорошим тоном считается выкладывание их кучками по десять.
В большинстве стран, где популярен сате, его едят в любое время дня. Определённое исключение в этом плане до недавнего времени составляли Филиппины, где миниатюрные шашлычки традиционно было принято подавать исключительно на завтрак. Однако уже в последние десятилетия XX века сатти потерял там жёсткую привязку к утренней трапезе и стал готовиться и подаваться в любое время. Большую роль в этом сыграла деятельность многочисленных сатти-хаусов, заинтересованных в расширении сбыта своей продукции.
Есть сате принято непосредственно со шпажек, столовые приборы при этом, как правило, не используются. В современных условиях, особенно во время домашних и ресторанных трапез, для подачи этого кушанья принято использовать тарелки. В то же время на улице сате по-прежнему нередко подают традиционным образом — на банановом листе. Кроме того, дома или в ресторане сате могут подать на стол прямо в миниатюрном мангале, в котором оно готовилось.

## Сате в культуре
Будучи на протяжении весьма длительного времени одним из наиболее популярных блюд национальных кухонь Индонезии и Малайзии, сате занял достаточно заметное место в культуре этих стран. И в индонезийском, и в малайском языке на основании соответствующей корневой основы возник глагол menyate — готовить сате. Помимо прямого значения, у него имеется и переносное — вносить рознь, разъединять, а соответствующее существительное persatean означает разлад, раскол, неурядицы, что связано с одним из основных этапов приготовления этого кушанья — разрезанием продукта на кусочки.
Сате принадлежит к числу неформальных этнокультурных символов Индонезии. Изображение этого кушанья фигурирует на индонезийских почтовых марках, в туристических проспектах, информационных и рекламных материалах, посвящённых этой стране, и нередко обыгрывается индонезийскими участниками различных культурных и развлекательных мероприятий, проводимых за рубежом, для создания национального колорита. Так, например, индонезийская модель Аурра Харизма выступала в 2021 году на конкурсе красоты Мисс Гранд Интернешнл в костюме с изображениями сате и головном уборе, украшенном несколькими пучками шампуров для мини-шашлычков.

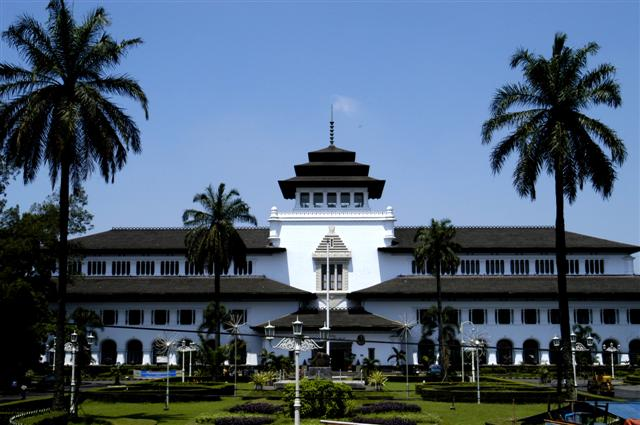
Дом с сате. Бандунг

В некоторых районах Индонезии определённым видам сате приписывают различное символическое значение. Особенно в этом плане выделяется Бали: популярный на этом острове сате-лилит — колбаски из фарша, налепленные на стебли лимонного сорго, — считается там символом сразу нескольких добродетелей и благ: мужской доблести, единства и процветания. Другим же местным видам сате балийцы приписывают воплощение оружия различных индуистских божеств и мифологических героев.
Архитектурной и исторической достопримечательностью Бандунга, административного центра Западной Явы, является здание провинциальной администрации, широко известное как «Дом с сате» (индон. Gedung sate). Это иносказательное название связано с наличием на крыше здания тонкого остроконечного шпиля с шестью поперечными «шайбами», очень похожего на шашлычный шампур. На самом деле «шайбы» символизируют шесть миллионов гульденов, потраченных на строительство этого здания нидерландской колониальной администрацией в конце 1910-х годов.
Существует исторический анекдот о том, что первым указом первого президента независимой Индонезии был указ о сате. Он основывается на реальном событии, известном по мемуарам Мохаммада Хатты, первого вице-президента страны. В соответствии с ними, президент Сукарно, выйдя на улицу после провозглашения независимости Республики Индонезии 17 августа 1945 года, столкнулся с продавцом сате. Недолго думая, глава новопровозглашённого государства заказал пятьдесят шпажек куриных шашлычков и устроил импровизированный обед на краю придорожной канавы для себя и сопровождавших его соратников.